# Су-27

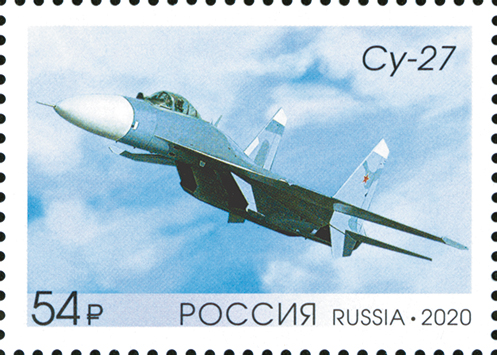
Почтовая марка 2020 год. Россия

Су-27 (заводской шифр Т-10С; по кодификации НАТО: Flanker-B «фланговый-Б») — советский всепогодный сверхзвуковой тяжёлый истребитель четвёртого  поколения, разработанный в ОКБ Сухого и предназначенный для завоевания превосходства в воздухе. Также самолёт применяется для ракетно-бомбовых ударов по наземным целям. Является носителем тактических ядерных боеприпасов.
Главными конструкторами Су-27 в разное время были Наум Черняков, Михаил Симонов, Артём Колчин и Алексей Кнышев.
Первый полёт прототипа состоялся в 1977 году. В 1982 году самолёты начали поступать в авиационные части, с 1985 года началась их эксплуатация, принят на вооружение 23 августа 1990 года. Су-27 является одним из основных самолётов ВВС России, его модификации состоят на вооружении в странах СНГ, Индии, Китае и других. На основе Су-27 разработано большое количество модификаций: учебно-боевой Су-27УБ, палубный истребитель Су-33 и его учебно-боевая модификация Су-33УБ, многоцелевые истребители: Су-30, Су-27М, Су-35, фронтовой бомбардировщик Су-34 и другие. Самолёты серии Су-27/30 на 2019 год занимали третье место по численности среди самых распространённых боевых самолётов мира, являясь самыми распространёнными боевыми самолётами российского производства.

## История создания

### Начало разработок
В конце 1960-х в ряде стран началась разработка перспективных истребителей 4-го поколения.
Первыми к решению этой проблемы приступили в США, где ещё в 1965 году был поставлен вопрос о создании преемника тактического истребителя F-4C «Фантом». В марте 1966 года была развёрнута программа FX (Fighter Experimental).
Проектирование самолёта по уточнённым требованиям началось в 1969 году, когда самолёт и получил обозначение F-15 «Игл» (англ. Eagle). Победителю конкурса по работе над проектом, фирме «Макдоннел Дуглас», 23 декабря 1969 был выдан контракт на производство опытных самолётов, а в 1974 году появились первые серийные истребители F-15A «Игл» и F-15B.
В качестве ответа в СССР была развёрнута программа разработки перспективного фронтового истребителя (ПФИ) на конкурсной основе.
К теме были подключены три конструкторских бюро. Первоначально ОКБ Сухого в программе не участвовало, однако ещё в 1969 году в ОКБ Сухого были выполнены первичные проработки по теме ПФИ, и в начале 1971 года было принято официальное решение о начале работ над изделием Т-10.
Техническое задание на вновь создаваемую машину было ориентировано на превосходство над F-15.
Тактика воздушного боя предусматривала в том числе и ближний манёвренный бой, вновь признанный на тот момент основным элементом боевого применения истребителя.
В 1972 году состоялись два научно-технических совета с представителями «фирм» Сухого, Яковлева и Микояна, по результатам которых проекты Як-45 и Як-47 выбыли из конкурса. Руководство КБ МиГ вышло с предложением разделить программу ПФИ и создавать параллельно два истребителя — тяжёлый и лёгкий, с максимальной унификацией оборудования, что ускорит и удешевит производство и позволит иметь в стране парк двух типов самолётов, ориентированных каждый на свои задачи.

### Прототипы

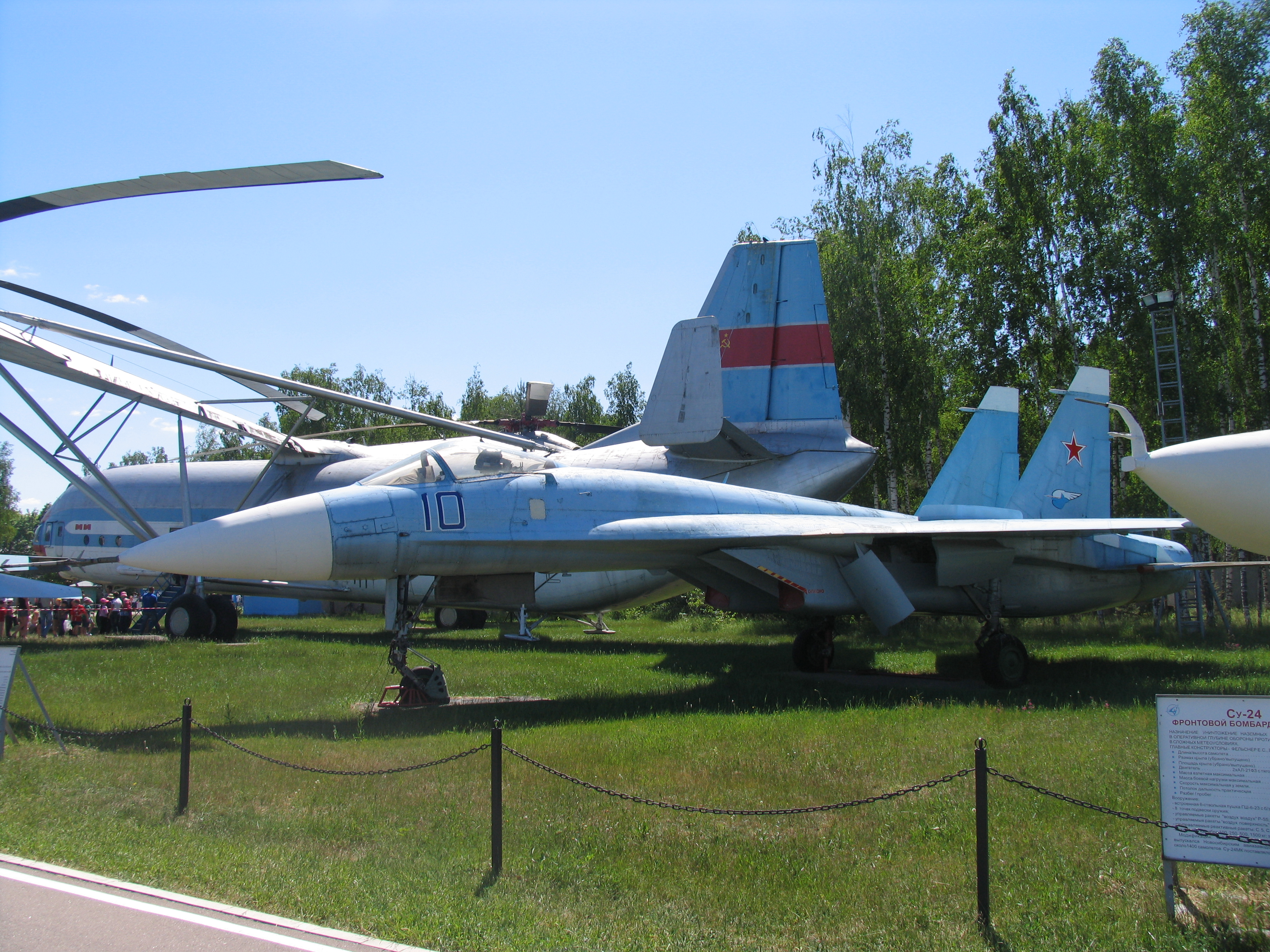
Первый прототип Т-10-1

Для самолёта, получившего шифр Т-10, была выбрана схема с интегральной компоновкой. Для повышения манёвренных качеств самолёт имел дозвуковую заднюю центровку, предполагающую продольную статическую неустойчивость, и электродистанционный канал управления по тангажу без механической проводки от РУС к стабилизатору.
В прототипе было применено крыло с криволинейной передней кромкой без отклоняемых носков и развитым корневым наплывом, что давало бы преимущество для крейсерского полёта на сверхзвуке. Два киля были размещены на верхних поверхностях мотогондол.
Первый опытный образец самолёта, получивший название Т-10-1, с двигателями АЛ-21Ф-З поднялся в воздух 20 мая 1977. Пилот — заслуженный лётчик-испытатель, Герой Советского Союза Владимир Ильюшин. На этом самолёте проводились испытания на общую работоспособность, на устойчивость и управляемость. Было выполнено 38 испытательных полётов, по результатом которых произведён комплекс доработок, в частности, на законцовки консолей и кили были установлены противофлаттерные грузы в виде штырей. Система вооружения на первый самолёт не устанавливалась.
Самолёт Т-10-2 был построен в 1978 году. В одном из полётов на проверку передаточных коэффициентов продольного управления пилотируемый Героем Советского Союза Евгением Соловьёвым самолёт попал в продольную раскачку и разрушился. Лётчик погиб.
На Т-10-3 уже были установлены двигатели АЛ-31Ф, пока с нижним расположением агрегатов. Первый полёт выполнен в августе 1979 года. На Т-10-4 установили ещё и опытную РЛС «Меч».
В 1979 году в опытной эксплуатации находилось три самолёта, а также было начато производство установочной партии самолётов на заводе в Комсомольске-на-Амуре. Были построены пять самолётов, которые именовались «Су-27 тип Т-105» и использовались для лётных испытаний и отработок оборудования и вооружения.
В это время стали поступать данные об американском F-15. Выяснилось, что по ряду параметров машина не отвечает техническому заданию и значительно уступает F-15.
Тенденция к ухудшению ЛТХ нового самолёта наметилась ещё в 1976 году при продувке моделей Т-10 в аэродинамической трубе в СибНИА. При проектировании не удалось в полной мере реализовать теоретические разработки в области аэроупругости, включая флаттер, уже апробированные в ЦАГИ, из-за отсутствия высокопроизводительной вычислительной техники. Результаты исследований значительно отставали от темпа постройки самолёта.
Кроме того, разработчики электронной аппаратуры не уложились в отведённые им массогабаритные рамки, и самолёт получил бы переднюю центровку. Не удалось реализовать заданный расход топлива. Не работала нормально РЛС.
Возникла нелёгкая дилемма — либо довести машину до серийного производства и сдать заказчику в существующем виде, либо предпринять радикальную переработку всей машины. Было принято решение начать создание самолёта практически с нуля, не выпускать в серию машину, отстающую по своим характеристикам от главного конкурента.
Т-10С
В кратчайшие сроки была разработана новая машина, в конструкции которой были учтены опыт разработки Т-10 и полученные экспериментальные данные. И 20 апреля 1981 года опытный самолёт Т-10-7 (другое обозначение Т-10С-1, то есть первый серийный), пилотируемый В. С. Ильюшиным, поднялся в небо.
Машина была значительно изменена, почти все узлы созданы «с нуля». На Т-10 законцовки крыла и корневые наплывы были скруглёнными (как на МиГ-29), на Т-10С крыло полностью трапециевидной формы с отклоняемыми носками, с остроугольными корневыми наплывами, флаперонами вместо закрылков и элеронов. Роль противофлаттерных грузов на консолях играют пусковые устройства ракет «воздух-воздух». Количество узлов подвески увеличилось с 8 до 10. На Т-10 кили располагались над двигателями, теперь кили расположены по бокам, как на F-15, и двигатели АЛ-31Ф имеют верхнее расположение агрегатов.
Носовая стойка шасси отодвинута на 3 метра назад, чтобы брызги с колеса не попадали в воздухозаборники. Ранее тормозные щитки находились в нижней части фюзеляжа, но при их выпуске на самолёте начиналась тряска. На Т-10С тормозной щиток установлен за кабиной лётчика, фонарь кабины не сдвигается назад, а открывается вверх-назад, как на F-15. Изменены обводы носовой части самолёта.
Полученные при испытаниях данные показали, что создан самолёт, не уступающий, а по некоторым параметрам превосходящий F-15. Хотя не обошлось без катастроф: во время полёта 23 декабря 1981 года на скорости 2300 км/ч в критическом режиме из-за разрушения носовой части самолёта погиб лётчик-испытатель Александр Сергеевич Комаров.
16 июля 1983 года под Ахтубинском при прочностных испытаниях, на высоте 1000 м и при максимальной приборной скорости свыше 1000 км/ч, разрушился носок и часть консоли крыла самолёта, который пилотировал Н. Садовников. Только благодаря большому мастерству лётчика-испытателя, впоследствии Героя Советского Союза (1988 г.), мирового рекордсмена (1987—1988 гг.), полёт завершился благополучно. Н. Ф. Садовников, удерживая самолёт на скорости 350 км/ч, которая превышает посадочную почти на 100 км/ч, посадил на аэродром повреждённый самолёт, — без большей части консоли крыла, с обрубленным килем, — и тем самым предоставил бесценный материал разработчикам машины (в схожих обстоятельствах 25.05.1984 был потерян Т-10-21 в ЛИИ, лётчик катапультировался). Причиной был большой шарнирный момент предкрылка. Самолёт был доработан: усилена конструкция крыла и планера в целом, уменьшена площадь предкрылка.
В дальнейшем самолёт подвергался многочисленным доработкам, в том числе и в процессе серийного производства.

## Серийное производство Су-27
Серийное производство Т-10 с самого начала планировалось на Комсомольском-на-Амуре авиационном заводе имени Ю. А. Гагарина 1-го Главного управления Министерства авиационной промышленности СССР, открытое наименование этого предприятия в то время — п/я М-5873.
Подготовка к производству изделия Т-10 на КНААЗ началась в 1976 году. Первый серийный Су-27С изготовлен в 1980 году, первый полёт выполнен в апреле 1981 года. В массовое производство самолёт Су-27С встал с 1982 года. За 10 лет, до 1992 года, было изготовлено порядка 600 этих самолётов.
В период 1992-96 г. было построено 14 Су-27М, в 1992-2010 гг – 50 Су-27СК и -СКМ, то есть общее количество серийных Су-27 составляет около 664 машин. В дальнейшем небольшими сериями строились Су-30, Су-33, Су-35 (см. отдельные статьи).
Серийный выпуск двигателей АЛ-31Ф был освоен на двух авиамоторных заводах — Московском машиностроительном производственном предприятии (ММПП) «Салют» и Уфимском моторостроительном производственном объединении (УМПО).

## Принятие на вооружение
Официально на вооружение Су-27 принят постановлением правительства от 23 августа 1990 года, когда были устранены все основные недостатки, выявленные в испытаниях. К этому времени Су-27 5 лет (с 1985 года) находились в эксплуатации в строевых частях. При принятии на вооружение в ВВС самолёт получил обозначение Су-27С (серийный), а в авиации ПВО — Су-27П (перехватчик). Последний имел на борту несколько упрощённый состав оборудования и не мог использоваться в качестве ударной машины (по наземным целям).

## Конструкция

### Планер самолёта

Проекции Су-27

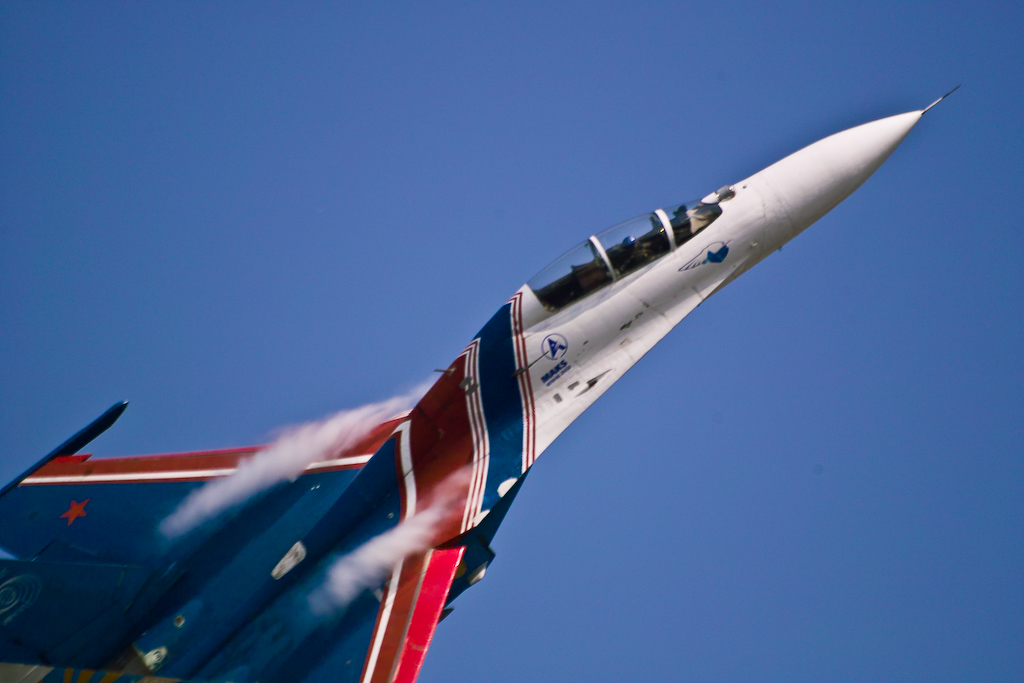
Эффект Прандтля — Глоерта на Су-27

Планер Су-27 выполнен по интегральной аэродинамической схеме и имеет интегральную компоновку: его крыло плавно сопрягается с фюзеляжем, образуя единый несущий корпус.
Стреловидность крыла по передней кромке составляет 42°, по задней — 15°. Удлинение крыла 3,5, сужение — 3,4.
Для улучшения аэродинамических характеристик на больших углах атаки крыло оснащено корневыми наплывами большой стреловидности и автоматически отклоняемыми носками. Наплывы способствуют увеличению аэродинамического качества при полёте на сверхзвуковых скоростях. На крыле расположены флапероны, выполняющие функцию элеронов и функцию закрылков на взлётно-посадочных режимах.
Горизонтальное оперение состоит из цельноповоротных консолей. При равном и одинаково направленном отклонении консолей, они выполняют функцию руля высоты, а при разнонаправленном — обеспечивают управление по крену. Вертикальное оперение — двухкилевое.
Технологически планер состоит из:
— носовой части фюзеляжа по 18-й шпангоут, представляющей собой полумонококовую конструкцию;
— средней части фюзеляжа, состоящей из бака-отсека № 1, с 18-го по 28-й шпангоут; центропланного бака-отсека № 2 с 28-го по 34-й шпангоут; гаргрота и передних отсеков центроплана, правого и левого;
— хвостовой части фюзеляжа, состоящей из центральной балки, мотогондол и хвостовых балок. Самолёт имеет характерный вид из-за торчащей далеко назад, за сопла двигателей, центральной балки.
Для уменьшения общего веса конструкции широко используется титан (около 30 %), в то же время почти не используются композитные материалы — практически только радиопрозрачные обтекатели антенн.
На многих модификациях Су-27 (Су-27М, Су-30, Су-33, Су-34 и др.) установлено переднее горизонтальное оперение (ПГО). Су-33 — вариант Су-27 морского базирования, для уменьшения габаритов имеет складные консоли крыла и заднего горизонтального оперения, а также оснащён тормозным гаком.
Су-27 — первый советский серийный самолёт с электродистанционной системой управления (ЭДСУ) в продольном канале. По сравнению с бустерной необратимой системой управления, применявшейся на его предшественниках, ЭДСУ обладает бо́льшим быстродействием и точностью и позволяет применять гораздо более сложные и эффективные алгоритмы управления. Необходимость её применения вызвана тем, что с целью улучшения манёвренности Су-27 был сделан статически неустойчивым на дозвуковых скоростях.
Усреднённая по диапазону углов ±30° ЭПР планера — 10—20 м2.

### Силовая установка
Базовый Су-27 оснащён парой турбореактивных двухконтурных двигателей АЛ-31Ф с форсажными камерами. Масса двигателя — 1530 кг, тяга — 12500 кгс. Двигатели расположены в широко разнесённых мотогондолах под хвостовой частью фюзеляжа. Двигатели АЛ-31Ф, разработанные конструкторским бюро «Сатурн», отличаются низким расходом топлива как на форсаже, так и на режиме минимальной тяги. В настоящее время производятся во ФГУП "НПЦ газотурбостроения «Салют» и в Уфимском моторостроительном производственном объединении (УМПО).
Двигатель АЛ-31Ф состоит из четырёхступенчатого компрессора низкого давления, девятиступенчатого компрессора высокого давления и одноступенчатых охлаждаемых турбин высокого и низкого давления, а также форсажной камеры. АЛ-31Ф имеет верхнее расположение двигательных агрегатов. Между последним шпангоутом центроплана (№ 34) и двигательными агрегатами, в «тени» центроплана, установлены выносные коробки двигательных агрегатов — по одной в каждом мотоотсеке; на каждой выносной коробке, соединённой карданным валом с редуктором двигательных агрегатов, установлены: турбо-стартер — автономный энергоузел типа ГТДЭ-117-1, генератор переменного тока, гидронасос и топливный насос. Энергоузел служит для раскрутки двигателя при запуске, а также выполняет функции вспомогательной силовой установки и может использоваться на земле для проверок самолётных систем. К силовому шпангоуту № 45, замыкающему мотоотсек, пристыковывается съёмный кок. Регулятор двигателя электронный — КРД-99.
Разнесение двигателей продиктовано необходимостью максимального повышения живучести — при попадании ракеты в двигатель и его последующем разрушении вероятность повреждения соседнего исправного двигателя разлетающимися с огромной кинетической энергией лопатками и элементами конструкции значительно уменьшается.
Разнесённые двигатели также уменьшают зависимость влияния фюзеляжа на воздухозаборники и упрощают конструкцию системы всасывания воздуха (применялось на МиГ-25 и на F-15), создаётся достаточно широкий внутренний туннель для нижней оружейной подвески; между двигателями может находиться балка с контейнером тормозного парашюта.
Воздухозаборники программно-регулируемые вертикальным клином и створками подпитки. Снабжены сетчатыми экранами для предотвращения попадания мусора в газовоздушный тракт двигателей, которые остаются закрытыми до тех пор, пока носовое колесо не оторвётся от земли при взлёте (на земле при стоянке самолёта сетчатые экраны самопроизвольно опускаются вниз из-за отсутствия давления в гидросистеме).
Концентрические сопла форсажных камер охлаждаются воздушным потоком, проходящим между двумя рядами «лепестков». Сопла автоматически регулируемые, в качестве рабочей жидкости регулятора сопла используется моторное топливо. Регулятор сопла и форсажа — РСФ-31.

### Топливная система
Топливо в самолёте располагается в 6 баках (4 для варианта Су-27уб) — 4 фюзеляжных и 2 крыльевых. Ёмкость переднего фюзеляжного топливного бака-отсека (бак № 1) — 4020 л, центропланного бака-отсека (бак № 2) — 5330 л, задних фюзеляжных баков-отсеков (бак № 4 и 5) — 1350 л, крыльевых баков-отсеков (бак № 3) — 1270 л. Полный запас топлива во внутренних баках составляет 9600 кг и 9300 кг для варианта Су-27уб.
Помимо полного, предусмотрен основной (неполный) вариант заправки самолёта, при котором баки № 1 и 4 не заправляются, а для Су-27уб — и промежуточный. Запас топлива на самолёте в этом случае составляет 5600 кг, а для Су-27уб — 6300 кг и 7400 кг, соответственно. В качестве топлива применяется авиакеросин РТ, Т-1 или ТС, или их смеси. Заправка производится через клапан централизованной заправки на правом борту самолёта, вариант заправки выставляется на пульте заправки, допускается заправка раздаточным пистолетом через верхние горловины баков.
Для правильной заправки и выработки топлива на самолёте установлена топливная автоматика, насосы расхода, датчики уровня. Внутреннее пространство баков заполнено пенополиуретаном.

### Гидравлическая система
Состоит из двух независимых систем с давлением нагнетания 280 кг/см2 гидравлического масла АМГ-10. Маслонасосы НП-112 г/с установлены по одному на каждом двигателе. Гидросистема обеспечивает работу рулевых приводов системы управления, стоек шасси и их створок, тормозов колёс, воздухозаборников (клина и сетки), тормозного щитка.

### Пневмосистема
Заряжается техническим азотом и служит для аварийного выпуска шасси, а также для пневмопривода фонаря кабины пилота.

### Шасси
На самолёте трёхопорное шасси с передней опорой. На основных опорах со стойками телескопического типа установлено по одному тормозному колесу КТ-15бД размером 1030×350 мм. Стойки имеют пространственные косые оси подвески в зоне шпангоутов № 32—33. В выпущенном положении стойки фиксируются механическими замками, установленными на силовом шпангоуте гондол двигателей. Угол наклона стоек относительно вертикали 2°43'.
На передней опоре со стойкой полурычажного типа установлено одно управляемое нетормозное колесо КН-27 размером 680×260 мм. Управление поворотом переднего колеса от педалей путевого управления.
База шасси 5,8 м, колея — 4,34 м, стояночный угол самолёта — 0°1б'. Амортизаторы стоек газомаслянные.

### Электроснабжение
Первичная сеть переменного тока 200/115 вольт 400 герц стабильной частоты, двухканальная. На двигателях установлены привод-генераторы ГП-21. Вторичная сеть 27 вольт также двухканальная, запитывается от 3 выпрямительных устройств ВУ-6М. В качестве аварийного источника электроэнергии в нише передней стойки устанавливаются две никель-кадмиевые батареи 20НКБН-25 и 2 преобразователя ПТС-800БМ в отсеке приборного оборудования.

### Система управления самолётом
Включает системы продольного, поперечного и путевого управления, а также систему управления носками крыла.
В продольном канале самолёт управляется цельноповоротным горизонтальным оперением. Продольный канал не имеет жёсткой механической связи с ручкой.
На Су-27 установлена электродистанционная система управления (ЭДСУ) СДУ-10С, которая передаёт отклонения ручки на привод. При этом система решает следующие задачи:
- управление статически неустойчивым самолётом в продольном канале
- обеспечение требуемых характеристик устойчивости и управляемости самолёта в продольном, поперечном и путевом каналах
- повышение аэродинамических характеристик самолёта при маневрировании
- ограничение допустимых значений перегрузки и угла атаки
- снижение аэродинамических нагрузок на конструкцию планера самолёта

СДУ имеет два рабочих режима — «полёт» и «взлёт-посадка», и аварийный режим «жёсткая связь». В последнем случае отключаются все цепи коррекции и сигнал с РУС напрямую подаётся на сервоприводы, а передаточный коэффициент меняется лётчиком вручную с помощью задатчика.
Ограничитель предельных режимов (ОПР) решает задачу предотвращения вывода самолёта на запредельные режимы. Вычислитель ОПР ограничивает ход РУС и вызывает тряску ручки, непрерывно отслеживая углы атаки и перегрузки.
Поперечное отклонение ручки управления через механическую проводку передаётся на рычажный смеситель и вызывает дифференциальное отклонение флаперонов. На второй вход смесителя поступает либо перемещение электромеханизма МПФ, выпускающего флапероны как закрылки, либо перемещение электрогидравлической рулевой машины РМ-130, которому соответствует синхронное отклонение флаперонов для изменения профиля крыла в зависимости от угла атаки самолёта.
Электрические сигналы датчика ручки управления поступают в вычислитель СДУ, корректируются в зависимости от угла атаки, высоты и скоростного напора и поступают на входы приводов. Этот же сигнал поступает на рулевой агрегат ПМ-15, который через дифференциальную качалку подключён к механической проводке, соединяющей педали с гидромеханическими приводами рулей направления. Носки крыла также отклоняются автоматически, в зависимости от текущего угла атаки, по сигналам СДУ.
Для повышения надёжности продольный канал СДУ выполнен четырёхканальным, по крену и курсу трёхканальные. Все каналы работают параллельно и синхронно, исправность системы определяется кворум-элементами.
Система автоматического управления САУ-10 обеспечивает: стабилизацию угловых положений самолёта и высоты его полёта, приведение самолёта к горизонтальному полёту из любого пространственного положения при потере лётчиком ориентировки, программные набор высоты и снижение, управление по командам наземного и воздушного пунктов наведения, а также по сигналам бортовой системы управления вооружением, полёт по маршруту, возврат на аэродром и заход на посадку по сигналам радиомаяков.

### Пилотажно-навигационный комплексПНК-10

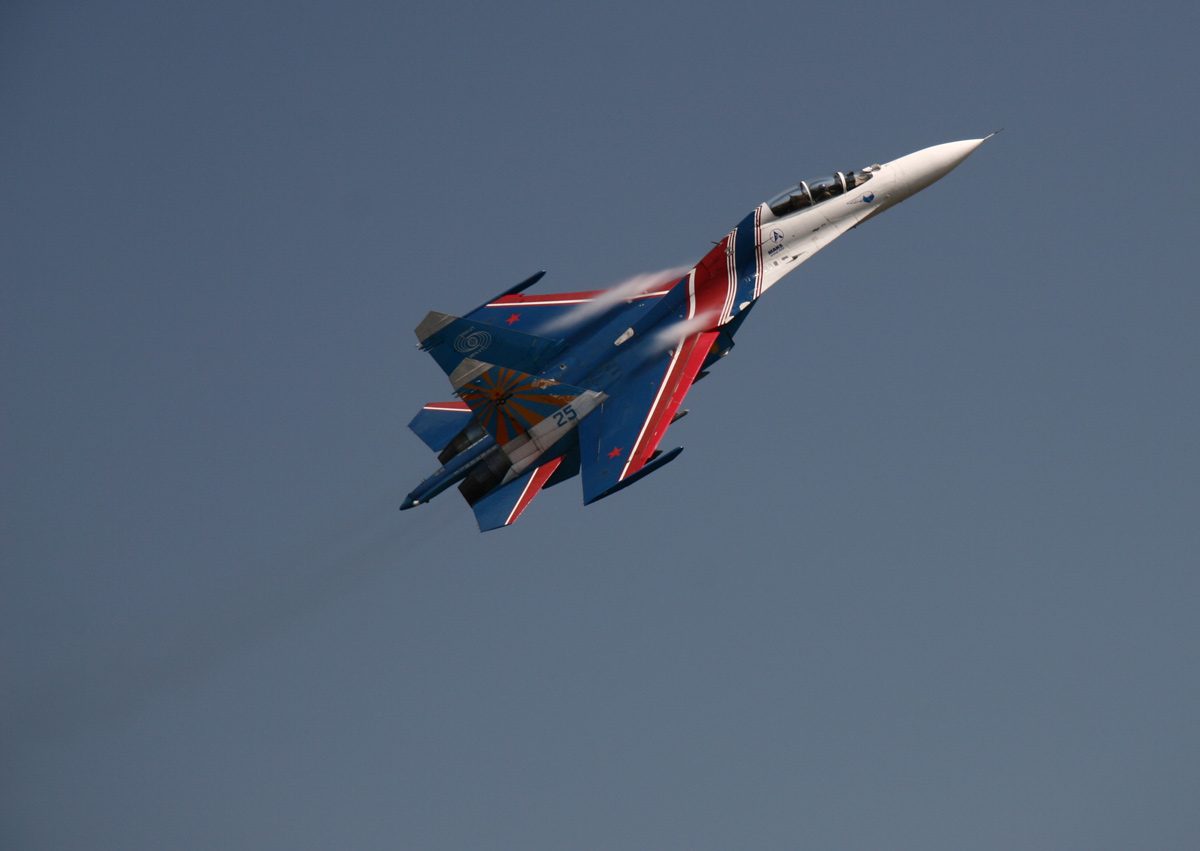

ПНК-10 состоит из двух подсистем — пилотажного комплекса ПК-10 и навигационного комплекса НК-10.
Пилотажный комплекс включает: информационный комплекс высотно-скоростных параметров ИК-ВСП-2-10, систему воздушных сигналов СВС-2Ц-2, радиовысотомер РВ-21 (А-035), систему автоматического управления самолётом САУ-10 и систему ограничительных сигналов СОС-2.
В состав навигационного комплекса входят: информационный комплекс вертикали и курса ИК-ВК-80-6, автоматический радиокомпас АРК-22 (А-318), радиотехническая система ближней навигации (РСБН) А-317 с цифровым вычислителем А-313 и маркерный радиоприёмник А-611.
Информационный комплекс вертикали и курса является инерциальной системой курсовертикали, выдающей в ПНК-10 параметры крена, тангажа, курса и дальности. Он способен работать как автономном режиме, так и в режиме радиокоррекции.
Автоматический радиокомпас предназначен для самолётовождения по специальным приводным радиомаякам за счёт измерения курсового угла радиостанции.
РСБН обеспечивает выполнение полёта по заданному маршруту и возврат на запрограммированный аэродром, оборудованный радиотехническими средствами посадки в ручном, автоматическом и директорном режимах пилотирования, выполнение предпосадочного манёвра с выходом в зону действия радиомаяков, заход на посадку до высоты 50 м в автоматическом режиме и повторный заход на посадку. Бортовая аппаратура РСБН получает сигналы от наземных радиотехнических средств навигации. Приём сигналов осуществляется с помощью бортовой антенно-фидерной системы «Поток», антенны которой размещены в носовой и хвостовой частях самолёта.
Маркерный радиоприёмник предназначен для сигнализации лётчику момента пролёта над маркерными радиомаяками — дальним и ближним приводами аэродрома посадки.
В состав оборудования истребителя входят также самолётный ответчик СО-69 или СО-72 (А-511) и ответчик системы государственного опознавания.

### Бортовые средства связи
На самолёте установлены УКВ-радиостанция Р-800, КВ-радиостанция Р-864, аппаратура внутренней связи П-515 и аппаратура записи переговоров П-5ОЗБ, а также аппаратура телекодовой связи для обмена тактической информацией внутри группы самолётов.

### Бортовой комплекс обороны
На самолёте установлена станция предупреждения об облучении СПО-15 («Берёза») и блоки выброса помех АПП-50, всего на 96 патронов «ДО» и «ЛТЦ». На законцовках плоскостей может устанавливаться станция активных помех «Сорбция» в двух контейнерах (на месте ПУ № 7 и № 8).

### Система управления вооружением
Система управления вооружением (СУВ) Су-27 включает в себя радиолокационный прицельный комплекс РЛПК-27, оптико-электронную прицельную систему ОЭПС-27, систему единой индикации СЕИ-31, систему управления оружием (СУО), запросчик системы государственного опознавания и систему объективного контроля.
В состав прицельного комплекса РЛПК-27 входит импульсно-доплеровская РЛС Н001, которая оснащена антенной Кассегрена диаметром 975 мм (1076 мм) с механическим сканированием по азимуту и углу места, и способна обнаруживать воздушные и наземные цели в условиях активных помех. Дальность обнаружения цели типа «истребитель» в переднюю полусферу (встречный курс) — 80—100 км, в заднюю полусферу (догонный курс) — 30—40 км. Может одновременно сопровождать на проходе до 10 воздушных целей и обеспечивать перехват одной, представляющей наибольшую угрозу. Диапазон высот обнаруживаемых целей в телесном угле 120° от 50—100 м до 27 км. Работой РЛПК-27 управляет БЦВМ Ц100.
Оптико-электронная прицельная система ОЭПС-27 предназначена для поиска, обнаружения и сопровождения воздушных целей по их инфракрасному излучению, определения угловых координат линии визирования при работе лётчика по визуально видимым целям, измерения дальности и решения задач прицеливания по воздушным и наземным целям с большой точностью.
В состав ОЭПС-27 входят: оптико-локационная станция ОЛС-27, нашлемная система целеуказания (НСЦ) «Щель-ЗУМ» и цифровой вычислитель Ц100.
ОЛС-27 представляет собой комбинацию теплопеленгатора и лазерного дальномера 36Ш. Теплопеленгатор обеспечивает обнаружение цели по тепловому излучению и её угловое сопровождение, лазерный дальномер измеряет дальность до цели.
Нашлемная система целеуказания (НСЦ) позволяет производить целеуказание головкам самонаведения ракет и сканирующему устройству ОЛС-27 путём поворота головы лётчика в сторону той части пространства, где ожидается нахождение цели.
НСЦ «Щель-ЗУМ» включает в себя визирное устройство, закреплённое на шлеме лётчика, блок оптической локации со сканерным устройством определения поворота головы лётчика и блок электроники обеспечения работы сканерного устройства и определения угловых координат линии визирования цели.
Система единой индикации СЕИ-31 обеспечивает отображение необходимой пилотажно-навигационной и прицельной информации на прицельно-пилотажном индикаторе на лобовом стекле ИЛС-31, а также вывод информации от РЛС и ОЛС на индикатор прямого видения (ИПВ).
ИЛС-31 представляет собой электронно-оптический индикатор с формированием информации в буквенно-цифровом и графическом виде на экране электронно-лучевой трубки и последующим переносом этого изображения на полупрозрачный отражатель посредством коллиматорной системы.
ИПВ представляет собой электронный индикатор тактической обстановки с отображением информации от РЛПК и ОЭПС в буквенно-цифровом и графическом виде с необходимым количеством символов.
Индикаторы ИЛС и ИПВ могут взаимно дублировать друг друга. Система индикации обеспечивает нормальное восприятие лётчиком изображения на экранах без применения тубуса при прямом освещении солнцем.

### Приборное оборудование кабины

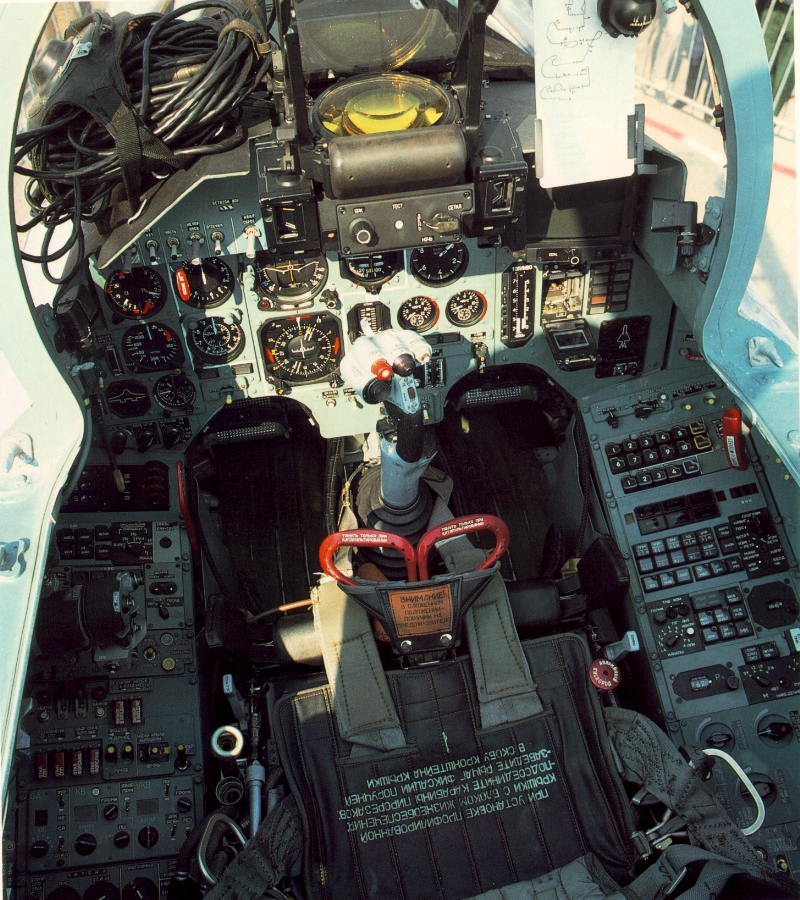
Кабина Су-27С

Кабина одноместная, пульты и приборная доска панорамная, окрашены в изумрудно-зелёный цвет. Приборное оборудование кабины — большей частью шкальными приборами. Основными пилотажно-навигационными приборами являются КПП (командно-пилотажный прибор) и ПНП-72 (прибор навигационный плановый).
Основные рычаги управления — ручка управления самолётом (РУС) по тангажу и крену, установленная по центру кабины между ног лётчика, педали путевого управления и рычаги управления двигателями (РУД), размещённые на левом борту кабины.
На ручке управления самолётом расположены:
- на лицевой стороне — кнопки управления автопилотом, приведения к горизонту (справа) и отключения режима САУ (слева); кнюппель триммирования продольного и поперечного управления (посередине), кнюппель управления маркером цели на ИЛС (слева внизу)
- на тыльной стороне — боевая кнопка стрельбы из пушки и пуска ракет, а также переключатель выбора типа оружия «пушка-ракеты»

Под ручкой управления — рычаг торможения колёс шасси.

### Окраска самолёта
Самолёты Су-27 имеют стандартизированную окраску — нижняя часть фюзеляжа и плоскостей красилась в светло-голубой цвет, верхняя имеет трёхцветный камуфляж из оттенков голубого цвета (голубой, светло-голубой и серо-голубой). Расположение пятен на всех самолётах одинаково.
Капоты двигателей изготовлены из жаропрочных панелей, которые в процессе эксплуатации довольно быстро приобретали цвет побежалости. Стойки шасси светло-серого цвета, диски колёс — зелёного. Ниши шасси — цвет грунта по дюралю (зелёный «травяной») и серебрянка. Створки шасси, люки изнутри окрашены в красный цвет, так же, как и тормозной щиток.
На старых машинах все обтекатели антенн красились зелёной радиопрозрачной краской, которая постепенно была заменена на аналогичную снежно-белого цвета. Часть самолётов имела белый носовой обтекатель антенны РЛС и зелёные — все остальные антенны.
Кабина окрашена зелёным, приборная доска, щитки и панели окрашены в светлый сине-зелёный цвет.
Номера наносятся на килях и на фюзеляже в передней части. На первых машинах цифры на килях и цифры на фюзеляже имели одинаковый размер, в дальнейшем номер на килях стал значительно меньше. В нижней части киля нарисован фирменный логотип-эмблема изготовителя.
Боевые ракеты окрашены в белый цвет, на учебных дополнительно наносятся три поперечных кольца чёрного цвета.

## Вооружение
режим воздух — воздух
Воздушные цели, с вероятностью 0,5, минимальная скорость цели 210 км/ч, минимальная разница носителя и цели 150 км/ч.
- Дальность обнаружения целей
  - Класса истребитель (ЭПР = 3 м² на средней высоте (более 1000 м)),
    - ППС 80—100 км (более 150 км в режиме дальнего обнаружения для (Н001В) Су-27СМ)
    - ЗПС 25—35 км

  - Обнаружение до 10 целей
  - Обстрел 1 цели
  - Наведение до 2 ракет на одну цель

режим воздух — земля (только для Су-30, Су-27СМ)
- Обеспечивается картографирование поверхности
  - Обнаружение наземных и надводных целей в режиме картографирования реальным лучом
  - Обнаружение наземных и надводных целей в режиме картографирования с синтезированием апертуры антенны со средним и высоким разрешением
  - Обнаружение наземных и надводных движущихся целей в режиме селекции движущихся целей
  - Сопровождение и измерение координат наземной цели;
- Обнаружение танка с ЭПР 10 м² и более, двигающегося со скоростью 15—90 км/ч (в режиме селекции движущихся целей)
- Дальность обнаружения, км
  - авианосец (ЭПР = 50000 м²): 350
  - эсминец (ЭПР = 10000 м²): 250
  - ж/д мост (ЭПР = 2000 м²): 100
  - ракетный катер (ЭПР = 500 м²): 50—70
  - катер (ЭПР = 50 м²): 30[14]
- Наработка на отказ 200 часов[15]

Ракетное вооружение размещено на АПУ-470 и П-72 (авиационное пусковое устройство) и АКУ-470 (авиационное катапультное устройство), подвешенных в 10 точках: 6 под крыльями, 2 под двигателями и 2 под фюзеляжем между двигателями. Основное вооружение — до шести ракет «воздух-воздух» Р-27, с радиолокационным (Р-27Р, Р-27ЭР) и двух с тепловым (Р-27Т, Р-27ЭТ) наведением. А также до 6 высокоманёвренных ракет ближнего боя Р-73 оснащённых ТГСН с комбинированным аэродинамическим и газодинамическим управлением.
| Номер варианта | 8    | 6    | 4         | 10        | 1         | 2         | 9         | 3         | 5    | 7    |
| -------------- | ---- | ---- | --------- | --------- | --------- | --------- | --------- | --------- | ---- | ---- |
| 1              | Р-73 | Р-73 | Р-73      |           |           |           |           | Р-73      | Р-73 | Р-73 |
| 2              |      |      | Р-27Т(ЭТ) |           |           |           |           | Р-27Т(ЭТ) |      |      |
| 3              |      |      | Р-27Р(ЭР) | Р-27Р(ЭР) | Р-27Р(ЭР) | Р-27Р(ЭР) | Р-27Р(ЭР) | Р-27Р(ЭР) |      |      |
| 4              |      |      | Р-27Т(ЭТ) | Р-27Р(ЭР) | Р-27Р(ЭР) | Р-27Р(ЭР) | Р-27Р(ЭР) | Р-27Т(ЭТ) |      |      |
| 5              | Р-73 | Р-73 | Р-73      | Р-27Р(ЭР) | Р-27Р(ЭР) | Р-27Р(ЭР) | Р-27Р(ЭР) | Р-73      | Р-73 | Р-73 |
| 6              | Р-73 | Р-73 | Р-27Р(ЭР) | Р-27Р(ЭР) | Р-27Р(ЭР) | Р-27Р(ЭР) | Р-27Р(ЭР) | Р-27Р(ЭР) | Р-73 | Р-73 |
| 7              | Р-73 | Р-73 | Р-27Т(ЭТ) | Р-27Р(ЭР) | Р-27Р(ЭР) | Р-27Р(ЭР) | Р-27Р(ЭР) | Р-27Т(ЭТ) | Р-73 | Р-73 |

1. Ограничения по приборной скорости в зависимости от варианта размещения ракет:
  - 1—2 — не более 1300 км/ч;
  - 3—8 — не более 1200 км/ч.
2. Допускаются варианты несимметричной подвески ракет, за исключением полной односторонней и вариантов с дисбалансом взлётной массы не более 450 кг.
3. На симметричных точках допускается подвеска только однотипных ракет.
4. Допускается попарная симметричная подвеска ракет Р-27ЭР и P-27P одновременно на разных парах точек.

В правом наплыве крыла установлена встроенная 30-мм автоматическая авиационная пушка ГШ-30-1. Скорострельность составляет 1500 выстрелов в минуту, боезапас — 150 снарядов. Прицеливание пушки осуществляется либо по данным с РЛС и ОЛС, либо в режиме «дорожка» — прицеливание по базе цели (размах крыльев обстреливаемого самолёта).

## Модификации

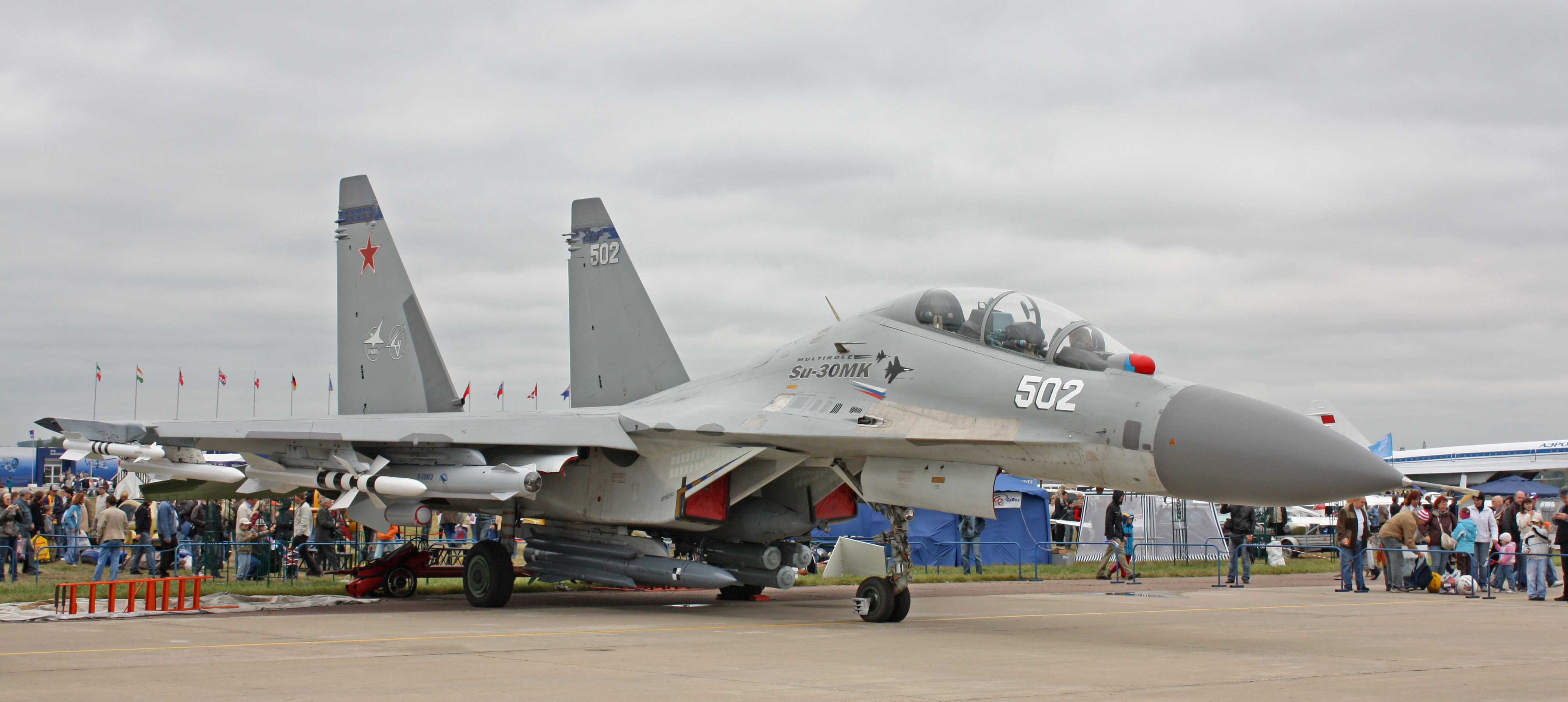
Су-30 — двухместный многоцелевой истребитель

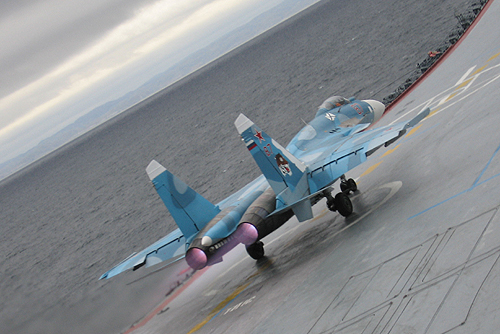
Су-33 — палубный истребитель

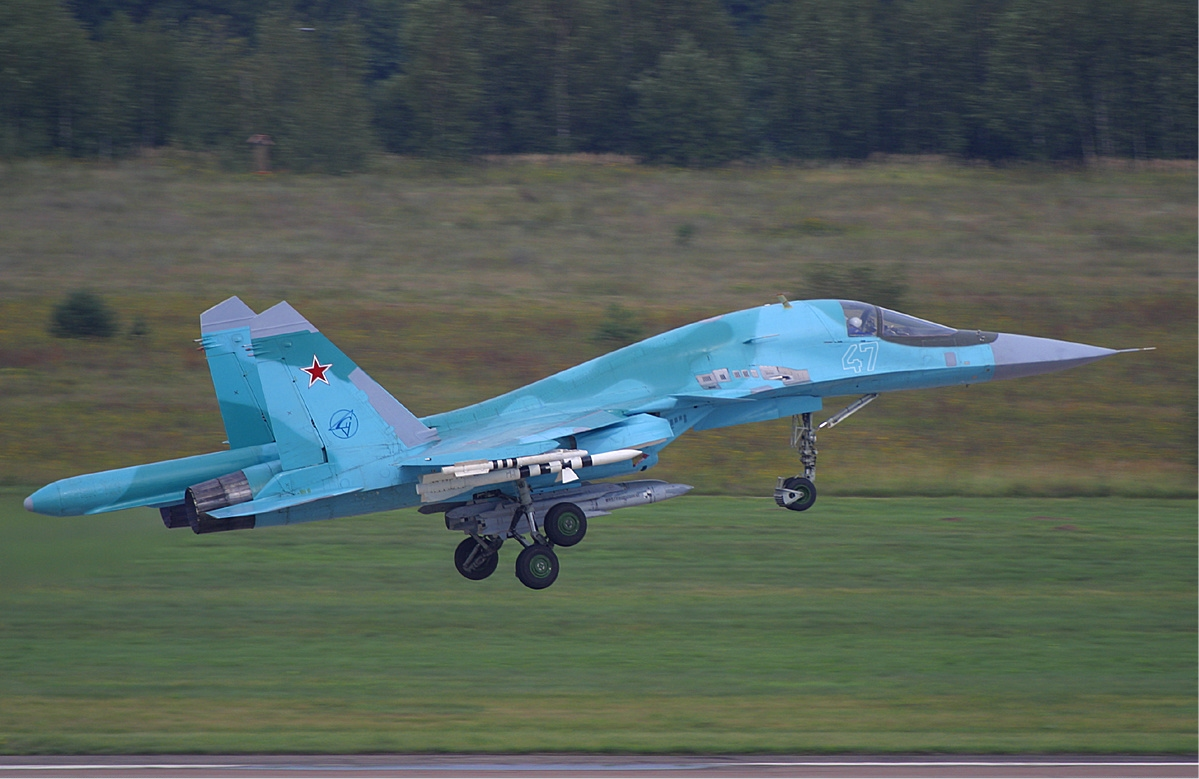
Су-34 — фронтовой бомбардировщик

| Название модели                    | Краткие характеристики, отличия. |
| ---------------------------------- | --- |
| Т-10 (Flanker-A)                   | Прототип. |
| Т-10С                              | Улучшенная конфигурация прототипа. |
| Су-27                              | Предсерийная версия с двигателями АЛ-31Ф. |
| Су-27 (Flanker-B)                  | Одноместный истребитель-перехватчик ВВС, первая модификация самолёта, производимая серийно. Серийный выпуск развернулся в 1982 году. Первые Су-27 поступили в вооружённые силы в 1984 году. Государственные совместные испытания завершились в 1985 году. Оснащён двигателями АЛ-31Ф. Боевая нагрузка — 6000 кг на 10 узлах подвески. |
| Су-27ИБ                            | Прототип двухместных истребителей-бомбардировщиков Су-32ФН и Су-34 с расположением сидений рядом. Предназначен для поражения точечных сильнозащищённых целей в любых погодных условиях и в любое время суток. Впервые поднялся в воздух 13 апреля 1990 года. |
| Су-27М (Т-10М, Flanker-E)          | Многоцелевой истребитель. Был оборудован более мощным радаром и ПГО. Для инозаказчиков предлагался под обозначением Су-35. Все самолёты под этим обозначением, по каким либо причинам не поставленные на экспорт и попавшие в ВВС РФ, официально проходят по документации как Су-27М. |
| Су-27П                             | На части самолётов, в соответствии с международными договорённостями, были заблокированы цепи ввода кода активации спецбоеприпасов и эти самолёты перестали быть носителями тактического ядерного оружия. |
| Су-27СК                            | (серийный, коммерческий) Экспортная модификация одноместного Су-27 (Су-27С) производится с 1991 г. Нормальная взлётная масса 23 430 кг, максимальная взлётная 30 450 кг, запас топлива во внутренних баках 9 400 кг, максимальная масса боевой нагрузки 4 430 кг, максимальная скорость без подвесок 2,35 Маха, практический потолок 18 500 м, длина разбега при нормальной взлётной массе 450 м, дальность полёта 3 500 км, вооружение Р-27, Р-73, назначенный ресурс планера 2 000 часов, двигателя 900 часов. |
| Су-27СМ                            | Модернизированная версия серийного самолёта. Первый полёт 27 декабря 2002 года. При доработке самолёта наиболее существенным изменениям подвергается система управления вооружением истребителя. Система управления вооружением СУВ-27Э преобразуется в систему управления вооружением класса «воздух-воздух» СУВ-ВЭШ, позволяющая применять ракеты Р-77 (до 6 штук), дополнительно обеспечивающую применение противокорабельных ракет X-31A. В её состав входят радиолокационный прицельный комплекс РЛПК-27ВЭШ, оптико-электронная прицельная система ОЭПС-27МК, система индикации на лобовом стекле СИЛС-27МЭ и запросчик госопознавания. РЛПК-27ВЭШ является дальнейшим развитием радиолокационного прицельного комплекса РЛПК-27Э самолёта Су-27СК, дополненным каналом «воздух—поверхность». Модернизированная оптико-электронная прицельная система ОЭПС-27МК включает новую оптико-локационную станцию ОЛС-27МК и новую нашлемную систему целеуказания «Сура-К». Установлено 3 многофункциональных индикатора на приборной панели. Установлена новая СПО Л-150, на модификации СМ2, СМ3 она также устанавливается. Прошёл первый этап ГСИ в 2004 году. До 2009 года поступило в войска 45 машин, к 2011 году ещё 12 (задел от экспортных Су-27СК, работы начаты в 2008). |
| Су-27СМ3                           | Выпущено всего 12 штук, созданных на базе задела экспортных Су-27К. Основное отличие заключается в установке двигателей АЛ-31Ф-М1 с тягой 13 500 кгс, усиленной конструкции планера, дополнительных точках подвески. |
| Су-27СКМ                           | Экспортная версия Су-27СМ, первый полёт 2002 году. По характеристикам приближен к Су-30МК2, Су-30МКК. |
| Су-27УБ (Т-10У)                    | Двухместный (кресла одно за другим) учебно-боевой истребитель. Предназначен для переподготовки лётчиков на самолёт Су-27, сохраняет все боевые возможности Су-27, в носовой части установлена РЛС Н001. Первый полёт на Су-27УБ выполнен 7 марта 1985 года. Серийно строится в Иркутске с 1986 года. Боевая нагрузка — 6 000 кг на 10 узлах подвески. |
| Су-27УБК                           | Экспортная модификация двухместного учебно-боевого истребителя Су-27УБ. |
| Су-30 (Су-27ПУ, Flanker-С)         | Двухместный (кресла одно за другим) истребитель-перехватчик, а также самолёт наведения и целеуказания. Построен на основе Су-27УБ. Способен осуществлять одновременное наведение четырёх перехватчиков Су-27. РЛС Н001. |
| Су-33 (Су-27К, Т-12, Flanker-D)    | Одноместный палубный истребитель со складывающимися консолями крыла и горизонтального оперения. Серийное производство мелкими партиями на КнААЗ c 1992 года. Су-33 несут службу на ТАВКР «Адмирал флота Советского Союза Кузнецов». Первые 4 машины перелетели в Североморск и были приняты в эксплуатацию в апреле 1993 году. Официальное принятие самолёта на вооружение состоялось спустя три с половиной года — 31 августа 1998 года. Боевая нагрузка — 6 500 кг на 12 узлах подвески. Установлена система дозаправки в полёте. |
| Су-33УБ (Т-12УБ)                   | Учебно-боевой палубный истребитель с нетрадиционным для учебно-боевых машин расположением сидений — бок о бок. Создан на основе палубного истребителя Су-33 Ранее был известен под названием Су-27КУБ. Построен один экземпляр. В настоящее время находится в ЛИИ им. Громова. |
| Су-34 (Су-27ИБ, Су-32ФН, Fullback) | Двухместный истребитель-бомбардировщик с расположением сидений в ряд. Предназначен для поражения точечных наземных (надводных) сильнозащищённых целей в любое время суток и в любых погодных условиях. По назначению аналогичен американскому истребителю-бомбардировщику F-15E. Первый полёт выполнен 13 апреля 1990 года. |
| Су-35С (Су-35БМ, Flanker-E+)       | Многоцелевой истребитель, в отличие от Су-27М, который на международных авиасалонах также назывался Су-35, не имеет переднего горизонтального оперения и оснащён двигателями с системой управления вектором тяги. |
| Су-37 (Т-10М-11, Flanker-F)        | Многоцелевой истребитель с двигателями, оснащёнными системой управления вектором тяги (УВТ), и с передним горизонтальным оперением (ПГО), б/н 711. Создан на базе истребителя Су-27М с ПГО. Построен в единственном экземпляре. Разбился в одном из испытательных полётов, программа создания прекращена (на момент аварии, двигатели с УВТ с него были сняты). |
| П-42 (Т-10-15)                     | Рекордные самолёты, переоборудованные из серийных Су-27. В 1986—1990 годах на них был установлен 41 официально зарегистрированный ФАИ мировой рекорд скороподъёмности и высоты полёта. Отличается установкой форсированных двигателей и значительно облегчённой конструкцией (максимальная взлётная масса П-42 составляет 14 100 кг). |

## Сравнение с другими истребителями

### Сравнение с F-15D
О сравнительных боевых возможностях F-15 и Су-27 некоторые публицисты судят по итогам визита в США на авиабазу Лэнгли в августе 1992 года лётчиков Липецкого центра боевого применения и переучивания лётного состава ВВС и ответного визита американских лётчиков в Липецк в сентябре того же года, а также на Авиабазу Саваслейка в 1996 году. Были организованы «совместные маневрирования» самолётов F-15D и Су-27УБ (по мнению российских лётчиков, F-15 уступает в манёвренности на дозвуковых скоростях Су-27).

### Сравнения с МиГ-29
Мнения авиационных специалистов при сравнении МиГ-29 и Су-27 достаточно спорные, поскольку эти машины слишком разные для прямого сравнения и имеют разный круг задач. Однако сравнительный анализ ЛТХ, а также практические (учебные) воздушные бои показывают полное превосходство Су-27. В частности, отмечается, что при прочих равных условиях при маневрировании на виражах Су-27 заходит в хвост МиГу через полтора-два круга, так как, несмотря на бо́льшую массу, обладает заметно лучшей манёвренностью. Однако это мнение прямо противоречит мнению шеф-пилота ОКБ МиГ Валерия Меницкого, который в своей книге «Моя небесная жизнь» дал описание этих боёв, проведённых в Липецке во второй половине 1980-х годов, и дал основания предположить, что Су-27 выигрывает только в условиях наложения искусственных ограничений, в том числе и на предельные углы атаки.

## Фигуры высшего пилотажа

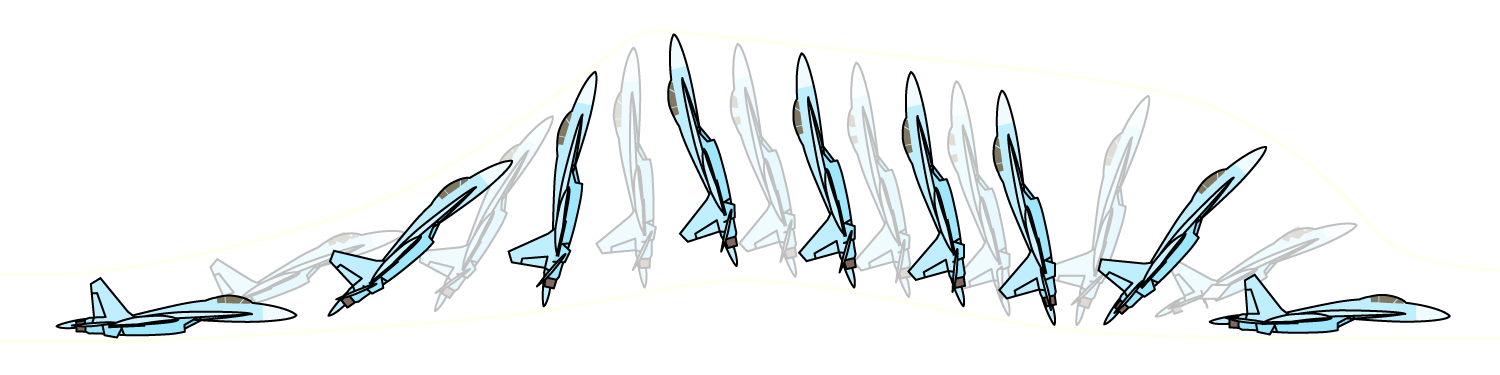
Схема выполнения «кобры»

На авиасалоне Ле-Бурже в июне 1989 года лётчик-испытатель Виктор Пугачёв на самолёте Су-27 продемонстрировал новую фигуру пилотажа — «кобру» (динамическое торможение), которую журналисты окрестили «коброй Пугачёва». Тем не менее, впервые «кобру» на испытательных полётах выполнил лётчик-испытатель Игорь Волк. В полёте самолёт, не изменяя направления движения, энергично задирает нос, увеличивая угол атаки до 120°, некоторое время летит хвостом вперёд, а затем быстро возвращается в горизонтальное положение.
Само название элемента — «кобра» — придумал генеральный конструктор ОКБ имени Сухого Михаил Симонов, сравнив поведение самолёта в воздухе со стойкой кобры перед атакой.
Считается, что фигура «кобра» может применяться для ухода от доплеровских радиолокационных головок самонаведения ракет путём резкого сброса скорости в бою, так как доплеровские радары селектируют цели, имеющие скорости не ниже 200 км/ч. Однако Су-27 может выполнять фигуру «кобра», только находясь в границах скоростей от 400 до 500 км/ч, что существенно ограничивает возможности её исполнения в боевых условиях. Наиболее перспективно использование «кобры» в ближнем воздушном бою, когда скорости самолётов обычно находятся в пределах от 400 до 600 км/ч. При резком увеличении угла атаки появляется возможность захватить нашлемной системой целеуказания НСЦ «Щель-ЗУМ» вражеский самолёт и успеть выпустить ракету Р-73.
Также манёвр применим для ухода от преследования. Преследующий Су-27 противник проскочит вперёд и станет удобной мишенью для атаки. Тем не менее в стандартном бою не применяется.

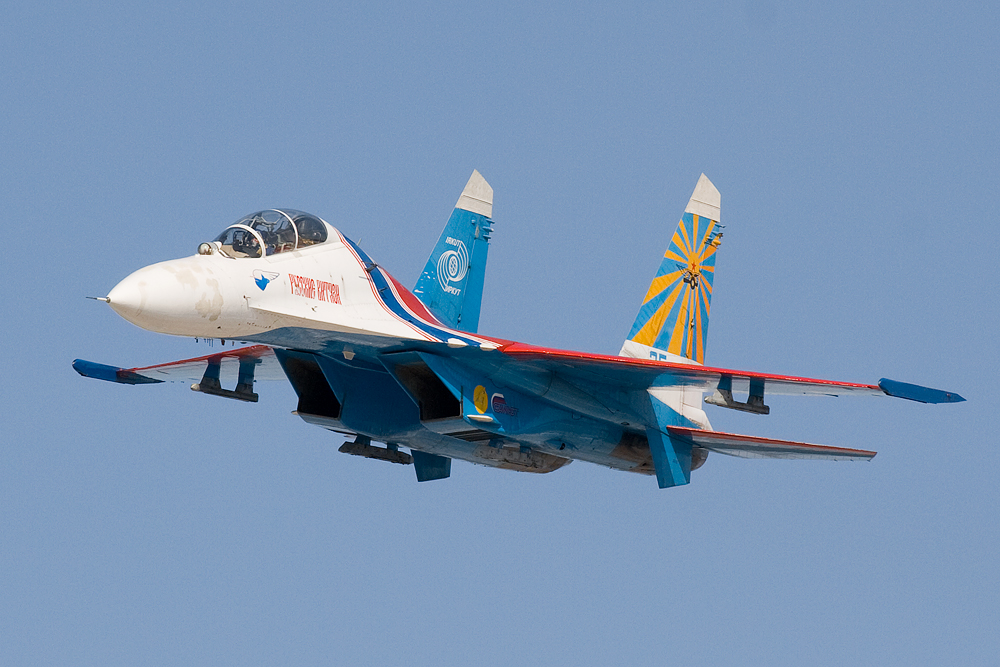
Су-27УБ, пролёт на малой высоте, Кубинка

Демонстрация «Кобры» показала принципиальную возможность удерживать самолёт от сваливания на углах атаки, превышающих критический.
Чтобы преодолеть ограничение в 120° по углу атаки, необходимо добавить вертикальную составляющую вектора тяги двигателей. Иными словами, разработать двигатель с управлением вектором тяги (УВТ). Что и было реализовано в самолёте Су-37, являющимся, по сути, тем же самым Су-27М, но с установленным на нём двигателями с системой УВТ и доработанной САУ.
Благодаря этой новаторской идее стало возможным выполнение эффективных боевых манёвров на околонулевых (и даже отрицательных) скоростях при больших углах атаки. Одним из таких манёвров является «Чакра Фролова», названная в честь лётчика-испытателя Евгения Фролова (на Западе этот манёвр также известен как «Кульбит»), первого выполнившего его на Су-37.
При выполнении этого манёвра самолёт с набором высоты одновременно уменьшает скорость и из этого положения делает «мёртвую петлю» на очень малых скоростях полёта, доводя угол атаки до 360°, то есть практически разворачиваясь вокруг своего хвоста!
Теоретически, времени разворота достаточно, чтобы захватить цель и произвести по ней пуск ракет, вследствие чего можно эффективно противодействовать преследователям, зашедшим в хвост самолёту. Однако, Су-37 являлся экспериментальным самолётом и был построен (точнее, модифицирован) в единственном экземпляре, на котором был выполнен ряд испытательных и показательных полётов. В одном из полётов данный самолёт разбился, пилот катапультировался, причём на тот момент на самолёте были установлены стандартные двигатели без поворотного сопла.
См. также: Пилотажная группа «Русские витязи»

## Боевое применение
ВВС СССР, ВВС России и ВКС России
13 сентября 1987 года во время перехвата над Баренцевым морем истребитель Су-27 ВВС СССР (б/н 36), пилотировавшийся старшим лейтенантом В. В. Цымбалом, пресекая попытки сброса гидроакустических буёв в зоне действия советских подводных лодок, протаранил верхней частью хвостового оперения Су-27 пропеллеры 4-го двигателя норвежского самолёта-разведчика P-3B Orion (б/н 602). В результате удара обломки пропеллера пробили фюзеляж «Ориона», вызвав разгерметизацию. После этого Су-27 ушёл на свой аэродром, а пилоты «Ориона» вызвали на помощь истребители F-16 и под их прикрытием совершили вынужденную посадку.

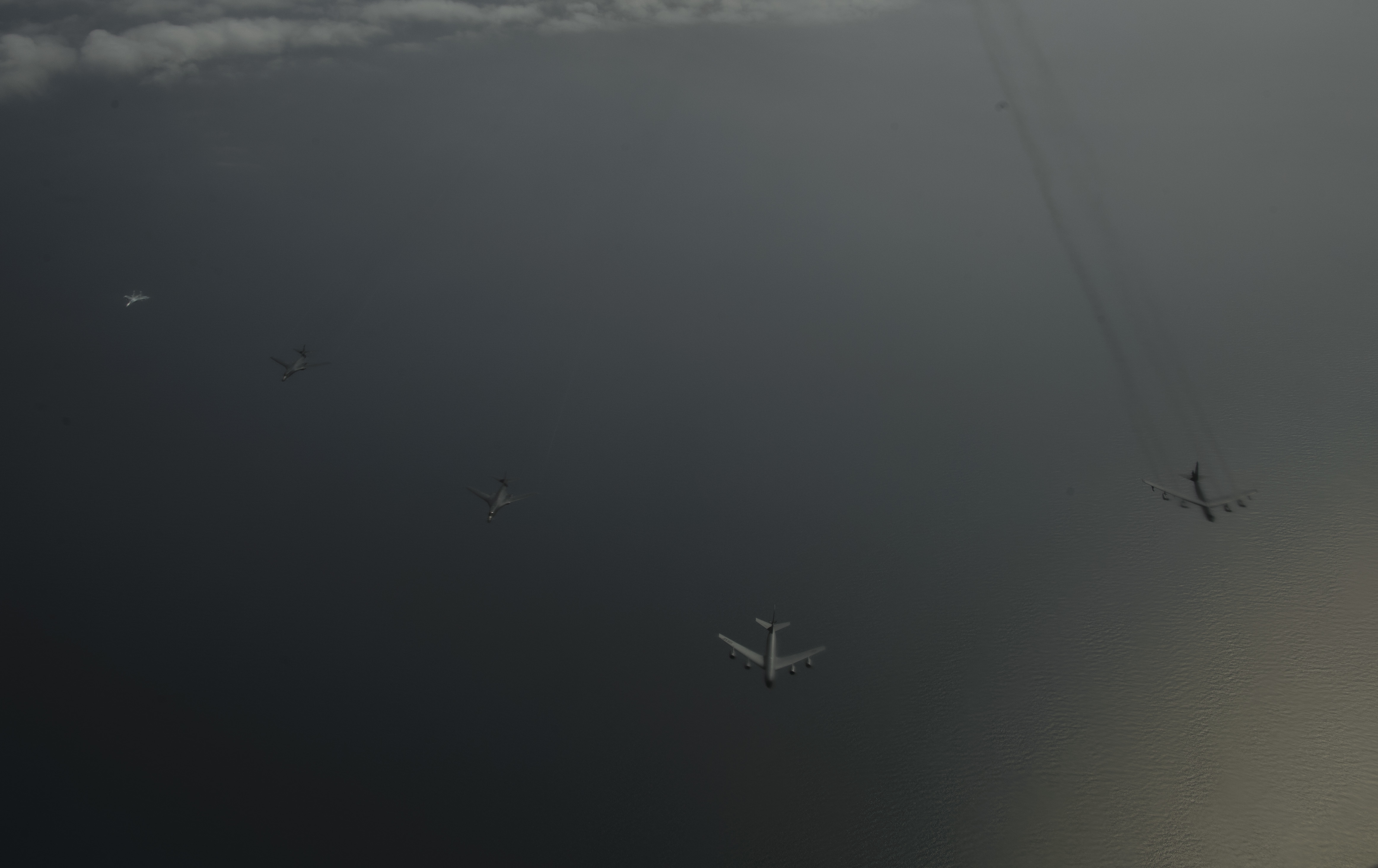
Перехват группы бомбардировщиков B-1 и B-52 российскими Су-27 над Балтийским морем

Впервые в зоне боевых действий истребители Су-27 задействовались во время войны в Абхазии.
5 октября 1992 года четвёрка российских Су-27 пресекла высадку грузинского подкрепления из трёх десантных вертолётов в Гантиади, принудив их к посадке. Истребители принадлежали 171-му авиаполку, базировавшемуся в Бомборах примерно в 8 километрах от Сухуми.
19 марта 1993 года Су-27 ВВС России вылетел с аэродрома Гудаута на перехват двух воздушных целей (предположительно пары Су-25 ВВС Грузии), но цели обнаружены не были. При развороте для возвращения самолёт, по одной из версий, был сбит зенитной ракетой в районе с. Шрома, Сухумского района. Лётчик Вацлав Шипко погиб. По другим данным самолёт потерпел аварию столкнувшись с землёй.
В ходе войны грузинская сторона два раза заявляла, что российские Су-27 сбили два штурмовика грузинских ВВС, МО России эту информацию не подтверждало.
7 июня 1994 года пара российских истребителей Су-27 принудила к посадке американский транспортный самолёт L-100-20 «Геркулес», который выполнял полёт по заказу правительства США с грузом для посольства в Грузии. В процессе следования по маршруту Франкфурт-Тбилиси самолёт вошёл в воздушное пространство России, не имея разрешения, и на вызовы по радио не отвечал. Нарушитель был принуждён к посадке в аэропорту Адлера. Через три часа, после переговоров, самолёту было дано разрешение следовать в Тбилиси. По поводу нарушения воздушной границы отправлена нота протеста.
15 января 1998 года пара российских истребителей (Су-27УБ № 61, экипаж В. Шекуров и С. Несынов и Су-27П № 10, пилот А. Олейник) принудили к посадке на аэродроме Храброво эстонский реактивный самолёт L-29 (р/н ES-YLE). Перехват происходил на предельно малых скоростях, экипаж эстонского самолёта - английские военные лётчики Марк Джеффриз и Клайв Дэвидсон - задержаны.
1 сентября 1998 года российский Су-27 над Белым морем сбил разведывательный автоматический дрейфующий аэростат.

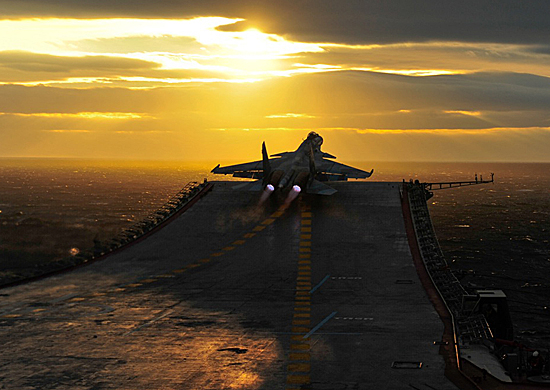
Истребитель Су-33 совершает взлёт с авианосца «Адмирал Кузнецов»

С февраля 2003 года США впервые после советского времени попытались использовать для разведки самолёт U-2. Разведполёты проходили через территорию Грузии по направлению на российскую границу. Для предотвращения нарушения границы в воздух поднимались истребители Су-27.
Во время войны в Грузии 2008 года Су-27 совместно с МиГ-29 контролировали воздушное пространство над Южной Осетией.
После аннексии Крыма Россией в 2014 году на южном направлении резко увеличилось количество разведывательных полётов самолётов НАТО. Истребители Су-27 и Су-30 стали основными истребителями вылетавшими на их перехват. Например, за первые 8 месяцев 2017 года Су-30СМ перехватили около 120 самолётов-разведчиков. Возле северной и восточной границ истребители также довольно часто[сколько?][когда?] вылетают на перехват разведчиков.
24 января 2019 года российский Су-27 перехватил приближающийся к границе РФ шведский самолёт-разведчик. Инцидент был над Балтийским морем. Российский истребитель Су-27 приблизился к цели, идентифицировал её как летящий с выключенным транспондером самолёт-разведчик ВВС Швеции «Гольфстрим». Будучи обнаруженным и идентифицированным, шведский разведчик удалился от границы России, а успешно выполнивший задание Су-27 вернулся на аэродром базирования.
Всего с 2014 года истребителями Су-27 и Су-30 было перехвачено более 500 самолётов-разведчиков, открытия огня не происходило.
Российские истребители Су-27СМ3, Су-30СМ, Су-33 (с авианосца «Адмирал Кузнецов»), Су-35С, а также ударные Су-34 совершают боевые вылеты против объектов террористов на территории Сирии в ходе гражданской войны.

#### ВВС Вьетнама
Места базирования на 2013 год:
- 923-й ИАП, аэродром Тхосуан — Су-27УБК
- 929-й ИАП, аэродром Дананг — Су-27СК, Су-27УБК
- 937-й ИАП, аэродром Фанран — Су-27СК, Су-27УБК

#### ВВС Казахстана
Места базирования на 2021 год:
- 604-я АвБ, аэродром Талдыкорган — Су-27П, Су-27БМ2, Су-27УБМ2 (на хранение)
- 605-я АвБ, аэродром Актау — Су-27П, Су-27УБМ2

Планируется замена Су-27 на Су-30СМ с 2015 года
ВВС Эфиопии
В 1999—2000 годах несколько Су-27 принимали участие в эфиопо-эритрейской войне в составе ВВС Эфиопии. В воздушных боях они сбили 3 эритрейских МиГ-29 (ещё один МиГ, возможно, был списан из-за полученных повреждений), не понеся потерь.
ВВС Украины

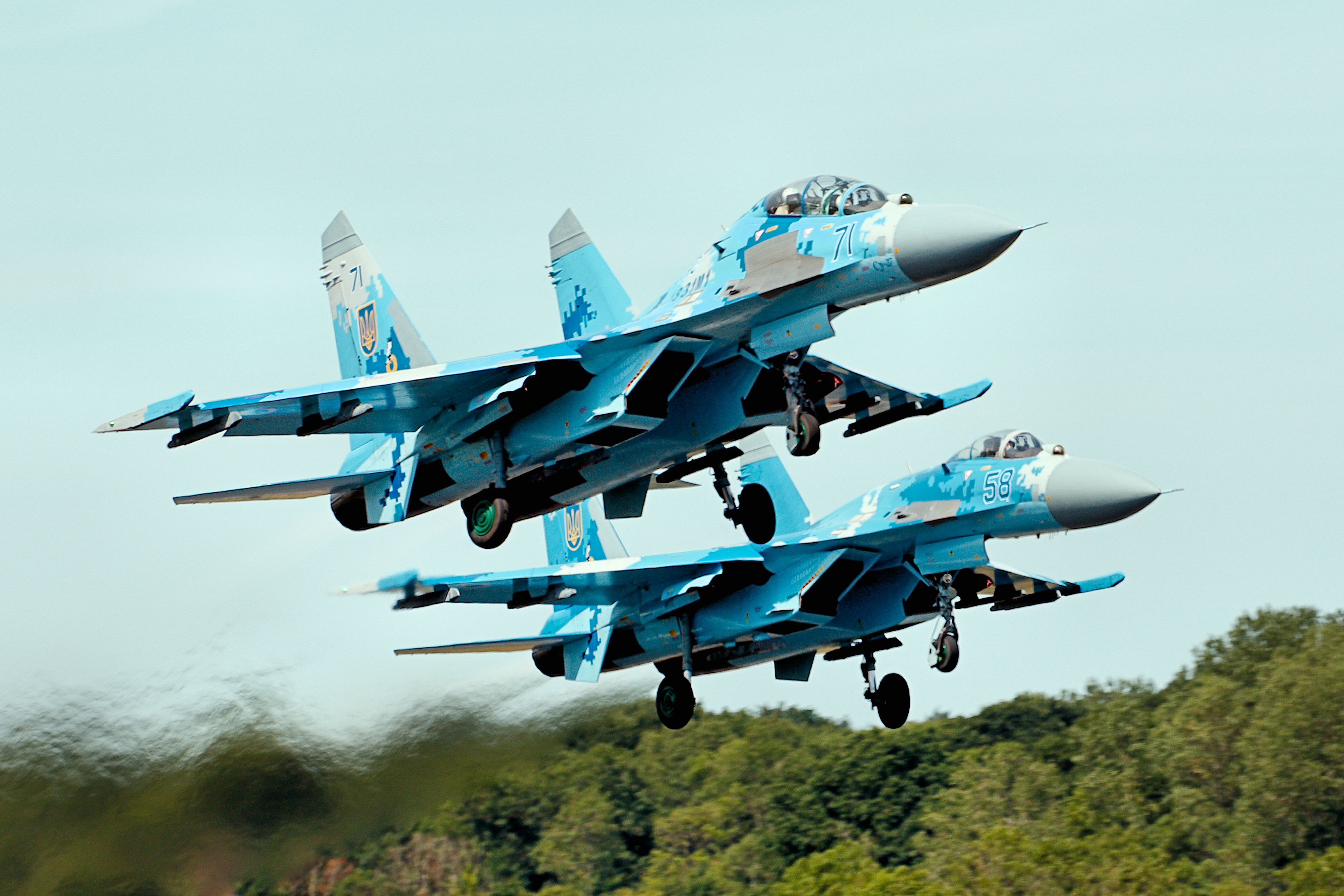
Су-27 ВВС Украины

Украинские истребители Су-27 831-й бригады принимали участие в войне на востоке Украины летом 2014 года. К этому моменту парк украинских истребителей испытывал сильную нехватку запчастей (Россия ввела запрет на продажу запчастей Украине после продажи двух Су-27 США и одного Великобритании). Самолёты в ходе войны выполняли вылеты на прикрытие, разведку и нанесение бомбоштурмовых ударов.
С февраля 2022 года Су-27 ВВС Украины принимают участие в боевых действиях.
Используются в ходе вторжения России на Украину. 7 мая ВВС Украины совершили бомбардировку российских войск на острове Змеиный двумя Су-27, уничтожив склад боеприпасов или топливные резервуары. За время вторжения не менее 4 единиц Су-27 было уничтожено
В июле 2024 года в результате ракетной атаки Украинского аэродрома "Миргород" ракетным комплексом "Искандер" были полностью уничтожены 2 и повреждены ещё 4 Су-27 ВВС Украины .

## Рекорды
- 27 октября 1986 года лётчик-испытатель Виктор Пугачёв на специально подготовленной модификации П-42 установил мировой рекорд времени подъёма на высоту 3000 метров — 25,4 секунды.
- 15 ноября 1986 года лётчик достиг 6000 метров за 37,1 секунды, 9000 метров за 47 секунд, 12 000 метров за 58,1 секунды[46].
- 11 марта 1987 года лётчик-испытатель Николай Садовников достиг высоты 15 000 метров за 76 секунд.

## На вооружении

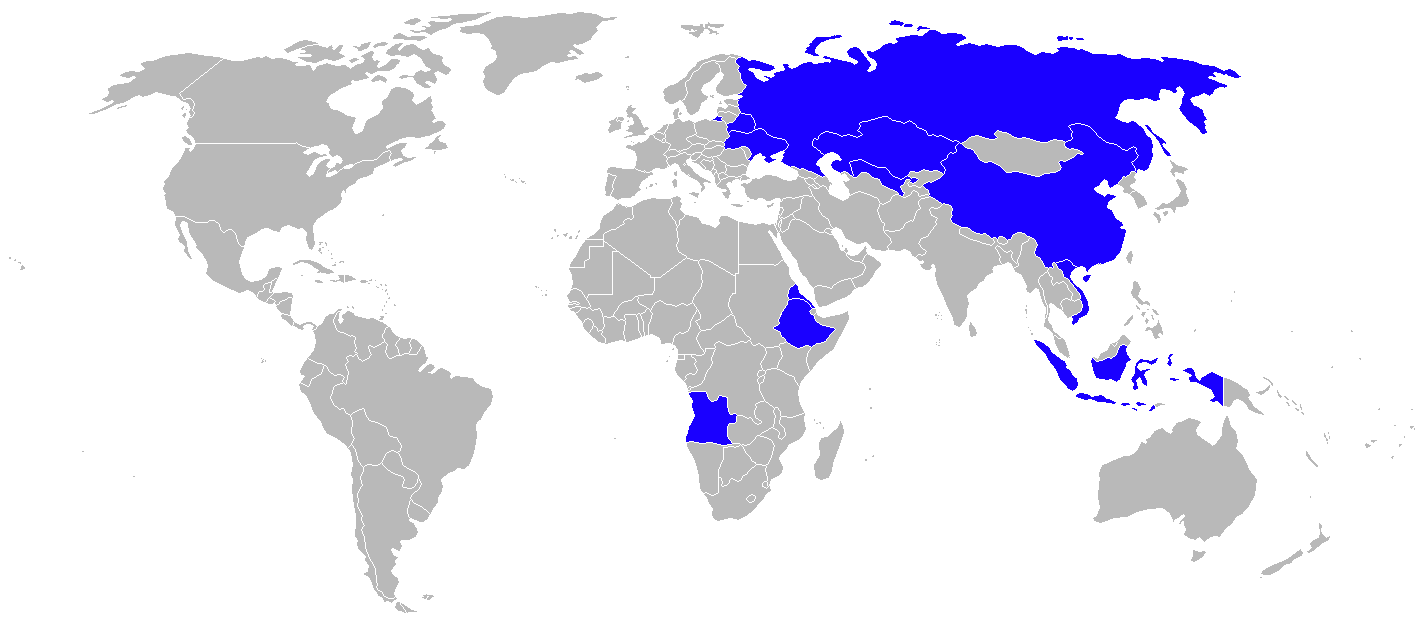
Страны — операторы Су-27

До распада СССР было выпущено около 410 Су-27 и Су-27УБ. Почти все Су-27 числились в составе ВПВО и ВВС. В настоящее время в 9 государствах эксплуатируется 237 истребителя Су-27 различных модификаций. Во всех из них эти самолёты постепенно снимаются с вооружения из-за устаревания и уменьшения ресурса. Средний возраст самолётов составляет около 30 лет. Моральное и физическое устаревание самолётов, а также крайне небольшое число самих бортов у подавляющего большинства эксплуатантов привели к тому, что очень немногие из них вкладывают средства в модернизацию. При этом модернизации проводятся в основной путем обновления электроники и внесения незначительных изменений. Производство, как и экспортные поставки, прекращены в 2010 году, с выполнением контракта для КНР. С передачей задела от китайского контракта в ВВС РФ прекращены поставки и самим ВВС РФ.
- Ангола — 6 Су-27/Су-27УБ, по состоянию на 2023 год[48], базируются на аэродроме Луанда. Всего в 2000 году из России было получено 8 машин, одна была сбита 19.11.2000[49]. Всего закуплено 8 в Беларуси[50]
- Вьетнам — 6 Су-27СК и 5 Су-27УБК, по состоянию на 2023 год[51]
- Индонезия — 2 Су-27СК и 3 Су-27СКМ, по состоянию на 2023 год[52]. Все входят в состав 11-й эскадрильи и базируются на авиабазе «Султан Хассануддин» в районе города Макасар.
- Казахстан — 20 Су-27 и 3 Су-27УБ, из них модернизировано до уровня Су-27БМ/УБМ, по состоянию на 2023 год[53].
- КНР— 32 Су-27УБК, по состоянию на 2023 год[54]. Всего закуплено в РФ 43 Су-27СК и 32 Су-27УБК с 1990 до 2010 годы.

- Россия
  - Воздушно-космические силы — 12 Су-27, 18 Су-27УБ, 47 Су-27СМ и 24 Су-27СМ3 по состоянию на 2024 год[55]
  - Морская авиация — 18 Су-27/Су-27УБ по состоянию на 2024 год[56]

- Украина — 18 Су-27 по состоянию на 2024 год[57].
- Эфиопия — 8 Су-27 и 3 Су-27УБ по состоянию на 2023 год[58]. до 17 Су-27С, Су-27П, Су-27УБ, поставлены из России двумя разными партиями: 9 в 1998г. и 8 в 2002г[59]., базируются на аэродроме Дебре Зейит[49].
- Эритрея— 1 Су-27 и 1 Су-27УБК по состоянию на 2023 год[60]. 2 получены из России в 2003 году, базируются на аэродроме Асмэра[49]

### Гражданские эксплуатанты
- США — 3 Су-27 находятся в частном пользовании. 2 закуплено у Беларуси в 1998 году, ещё 2 закуплены у Украины в 2009 году[61]. 1 разбился в 2017 году[62].

### Бывшие операторы
- СССР:
  - Войска ПВО — 230 единиц Су-27 по состоянию на 1991 год.[47]
  - Военно-воздушные силы — 180 единиц Су-27 по состоянию на 1991 год.[47]
- Беларусь — 17 Су-27 и 4 Су-27УБМ1 на хранении, по состоянию на 2023 год[63].
- Узбекистан — 26 Су-27/Су-27УБ на хранении, по состоянию на 2023 год[64].

## Места дислокации Су-27 в СССР/России (в том числе бывшие)
- Крымск
- Центральная Угловая
- Дзёмги
- Бесовец (Петрозаводск)
- Чкаловск (Калиниградск. обл.)
- Хотилово
- Липецк-2 (аэродром)
- Кубинка
- Кущёвская
- Саваслейка
- Золотая Долина (Унаши)
- 10-й участок (Калинка)
- Килпъявр
- Лодейное Поле
- Бельбек
- Африканда
- Вайноде, Латвийская ССР
- Рогачёво
- Североморск-3
- Дорохово

## Аварии и катастрофы
Точное число аварий и катастроф с самолётами типа Су-27 неизвестно. За период 1988—1992 годов ВВС СССР и России потеряли 22 самолёта этого типа. По состоянию на 10 июня 2016 года описано 28 аварий и катастроф, приведших к потере самолётов.

## Тактико-технические характеристики
Источник данных: А. Фомин «Су-27», Gordon «Sukhoi Su-27»
| ЛТХ Су-27 различных модификаций                          |                                                                     |                                                                     |                                                                     | |                                                                     |
|                                                          | проект (Т10-1)                                                      | Су-27П(С)                                                           | Су-27СК                                                             | Су-27СМ | Су-27УБ                                                             |
| Технические характеристики                               |                                                                     |                                                                     |                                                                     | |                                                                     |
| Экипаж                                                   | 1                                                                   | 1                                                                   | 1                                                                   | 1 | 2                                                                   |
| Длина, м                                                 | 18,5                                                                | 21,935                                                              | 21,935                                                              | 21,935 | 21,935                                                              |
| Размах крыла, м                                          | 12,7                                                                | 14,698                                                              | 14,698                                                              | 14,698 | 14,698                                                              |
| Высота, м                                                | 5,2                                                                 | 5,932                                                               | 5,932                                                               | 5,932 | 6,357                                                               |
| Площадь крыла, м²                                        | 48                                                                  | 62,04                                                               | 62,04                                                               | 62,04 | 62,04                                                               |
| Коэффициент удлинения крыла                              | 3,38                                                                | 3,5                                                                 | 3,5                                                                 | 3,5 | 3,5                                                                 |
| Коэффициент сужения крыла                                | 6,57                                                                | 3,4                                                                 | 3,4                                                                 | 3,4 | 3,4                                                                 |
| Угол стреловидности                                      | 45°                                                                 | 42°                                                                 | 42°                                                                 | 42° | 42°                                                                 |
| База шасси, м                                            | н/д                                                                 | 5,8                                                                 | 5,8                                                                 | 5,8 | 5,8                                                                 |
| Колея шасси, м                                           | 1,8                                                                 | 4,34                                                                | 4,34                                                                | 4,34 | 4,34                                                                |
| Масса пустого, кг                                        | н/д                                                                 | 16 300                                                              | 16 870                                                              | 16 720 | 17 500                                                              |
| Нормальная взлётная масса, кг                            | 18 000                                                              | 22 500                                                              | 23 400                                                              | 23 700 | 24 000                                                              |
| Максимальная взлётная масса, кг                          | 21 000                                                              | 30 000                                                              | 33 000                                                              | 33 000 | 30 500                                                              |
| Масса топлива, кг                                        | н/д                                                                 | 9400 / 5240                                                         | 9400 / 5240                                                         | 9400 / 5240 | 9400 / 6120                                                         |
| Объём топлива, л                                         | н/д                                                                 | 11 975 / 6680                                                       | 11 975 / 6680                                                       | 11 975 / 6680 | 11 975 / 7800                                                       |
| Двигатель                                                | 2 × ТРДДФ АЛ-31Ф                                                    | 2 × ТРДДФ АЛ-31Ф                                                    | 2 × ТРДДФ АЛ-31Ф                                                    | 2 × ТРДДФ АЛ-31Ф | 2 × ТРДДФ АЛ-31Ф                                                    |
| Бесфорсажная тяга, кгс (*10 Н)                           | н/д                                                                 | 2 × 7670                                                            | 2 × 7670                                                            | 2 × 7670 | 2 × 7670                                                            |
| Форсажная тяга, кгс (*10 Н)                              | 2 × 10 300                                                          | 2 × 12 500                                                          | 2 × 12 500                                                          | 2 × 12 500 | 2 × 12 500                                                          |
| Лётные характеристики (без вооружения на узлах подвески) |                                                                     |                                                                     |                                                                     | |                                                                     |
| Максимальная скорость на высоте 11000 м, км/ч            | 2500 (М=2,35)                                                       | 2500 (М=2,35)                                                       | 2500 (М=2,35)                                                       | 2500 (М=2,35) | 2125 (М=2,0)                                                        |
| Максимальная скорость у земли, км/ч                      | 1400                                                                | 1380                                                                | 1380                                                                | 1380 | 1380                                                                |
| Посадочная скорость, км/ч                                | н/д                                                                 | 225—240                                                             | 225—240                                                             | 225—240 | 235—250                                                             |
| Скорость сваливания, км/ч                                | н/д                                                                 | 200                                                                 | 200                                                                 | 200 | 236                                                                 |
| Радиус действия, км (у земли/на высоте)                  | н/д                                                                 | 440 / 1680                                                          | 440 / 1680                                                          | 440 / 1680 | 440 / 1680                                                          |
| Практическая дальность, км (у земли/на высоте)           | 800 / 2400                                                          | 1400 / 3900                                                         | 1370 / 3680                                                         | 3790 | 1300 / 3000                                                         |
| Практический потолок, м                                  | 22 500                                                              | 18 500                                                              | 18 500                                                              | 18 000 | 17 250                                                              |
| Скороподъёмность, м/с                                    | 345                                                                 | 300                                                                 | 300                                                                 | 300 | 285                                                                 |
| Длина разбега, м                                         | 300                                                                 | 650—700                                                             | 700—800                                                             | 650 | 750—800                                                             |
| Длина пробега, м                                         | 600                                                                 | 620—700                                                             | 620                                                                 | 620 | 650—700                                                             |
| Нагрузка на крыло, кг/м²                                 | 375                                                                 | 400                                                                 | 400                                                                 | 400 | 400                                                                 |
| Тяговооружённость                                        | 1,93                                                                | 1,2                                                                 | 1,2                                                                 | 1,2 | 1,2                                                                 |
| Минимальный радиус виража, м                             | н/д                                                                 | 450                                                                 | 450                                                                 | 450 | 450                                                                 |
| Максимальная эксплуатационная перегрузка                 | + 9 G                                                               | + 9 G                                                               | + 9 G                                                               | + 9 G | + 9 G                                                               |
| Вооружение                                               |                                                                     |                                                                     |                                                                     | |                                                                     |
| Стрелково-пушечное                                       | 1 × 30 мм пушка АО-17А (ГШ-30-2)                                    | 1 × 30 мм пушка ГШ-301                                              | 1 × 30 мм пушка ГШ-301                                              | 1 × 30 мм пушка ГШ-301                                                                                              | 1 × 30 мм пушка ГШ-301                                              |
| Боекомплект, сн.                                         | 250                                                                 | 150                                                                 | 150                                                                 | 150 | 150                                                                 |
| Узлов подвески вооружения                                | 8                                                                   | 10                                                                  | 10                                                                  | 12 | 10                                                                  |
| Боевая нагрузка, кг                                      | н/д                                                                 | 6000                                                                | 8000                                                                | 8000 | 4000                                                                |
| Ракеты «воздух-воздух»                                   | 2 × К-25 6 × К-60                                                   | 6 × Р-27 6 × Р-73                                                   | 6 × Р-27 6 × Р-73                                                   | 8 × Р-27 6 × Р-77 6 × Р-73                                                                                          | 6 × Р-27 6 × Р-73                                                   |
| Ракеты «воздух-поверхность»                              | нет                                                                 | нет                                                                 | нет                                                                 | 6 × Х-29Т 6 × Х-31                                                                                                  | нет                                                                 |
| НАР                                                      | н/д                                                                 | 80 × С-8 20 × С-13 4 × С-25                                         | 80 × С-8 20 × С-13 4 × С-25                                         | 80 × С-8 20 × С-13 4 × С-25                                                                                         | 80 × С-8 20 × С-13 4 × С-25                                         |
| Авиабомбы                                                | 36 × ФАБ-250М-54 16 × ФАБ-500М-54 18 × ФАБ-250М-62 10 × ФАБ-500М-62 | 36 × ФАБ-250М-54 16 × ФАБ-500М-54 18 × ФАБ-250М-62 10 × ФАБ-500М-62 | 36 × ФАБ-250М-54 16 × ФАБ-500М-54 18 × ФАБ-250М-62 10 × ФАБ-500М-62 | 36 × ФАБ-250М-54 16 × ФАБ-500М-54 18 × ФАБ-250М-62 10 × ФАБ-500М-62 32 × ОФАБ-100-120 4 × КАБ-500-ОД 1 × КАБ-1500КР | 36 × ФАБ-250М-54 16 × ФАБ-500М-54 18 × ФАБ-250М-62 10 × ФАБ-500М-62 |
| Авионика                                                 |                                                                     |                                                                     |                                                                     | |                                                                     |
| РЛС                                                      | Сапфир-23МР                                                         | РЛПК-27                                                             | РЛПК-27                                                             | РЛПК-27 | РЛПК-27                                                             |
| Диаметр антенны, мм                                      | н/д                                                                 | 975                                                                 | 975                                                                 | 975 | 975                                                                 |
| Дальность обнаружения воздушной цели, км                 | 40—70 / 20—40                                                       | 80—100 / 30—40                                                      | 80—100 / 30—40                                                      | 80—100 / 30—40 | 80—100 / 30—40                                                      |
| Количество одновременно сопровождаемых целей             | н/д                                                                 | 10                                                                  | 10                                                                  | 10 | 10                                                                  |
| Количество одновременно атакуемых целей                  | н/д                                                                 | 1                                                                   | 2                                                                   | 2 | 1                                                                   |
| ОЭС                                                      | +                                                                   | ОЭПС-27                                                             | ОЭПС-27                                                             | ОЭПС-27 | ОЭПС-27                                                             |
| Дальность обнаружения воздушной цели, км                 | н/д                                                                 | 15/50                                                               | 15/50                                                               | 15/50 | 15/50                                                               |
| Зона обзора по высоте                                    | н/д                                                                 | −15°/+60°                                                           | −15°/+60°                                                           | −15°/+60° | −15°/+60°                                                           |
| Зона обзора по азимуту                                   | н/д                                                                 | ±60°                                                                | ±60°                                                                | ±60° | ±60°                                                                |
| Нашлемная система целеуказания                           | +                                                                   | «Щель-3УМ»                                                          | «Щель-3УМ»                                                          | «Щель-3УМ» | «Щель-3УМ»                                                          |

## Авиапамятники и экспонаты музеев
| Тип   | Бортовой номер | Местонахождение               | Изображение |
| ----- | -------------- | ----------------------------- | ----------- |
| Су-27 | 01             | Курганский авиационный музей  |             |
| Су-27 |                | Центральный музей ВВС(Монино) |             |

## Галерея

Су-27СМ3 на праздновании 100-летия ВВС России
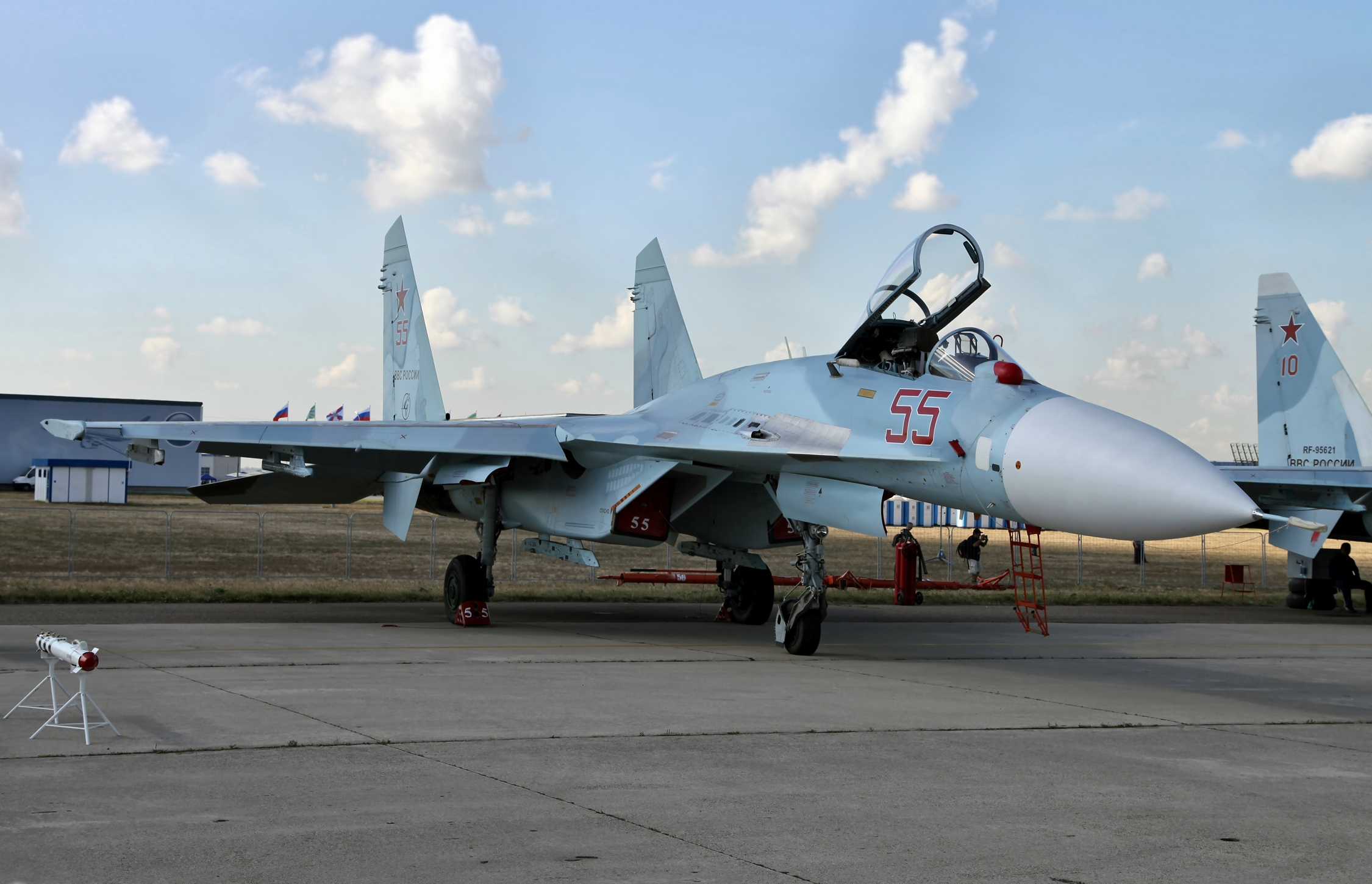
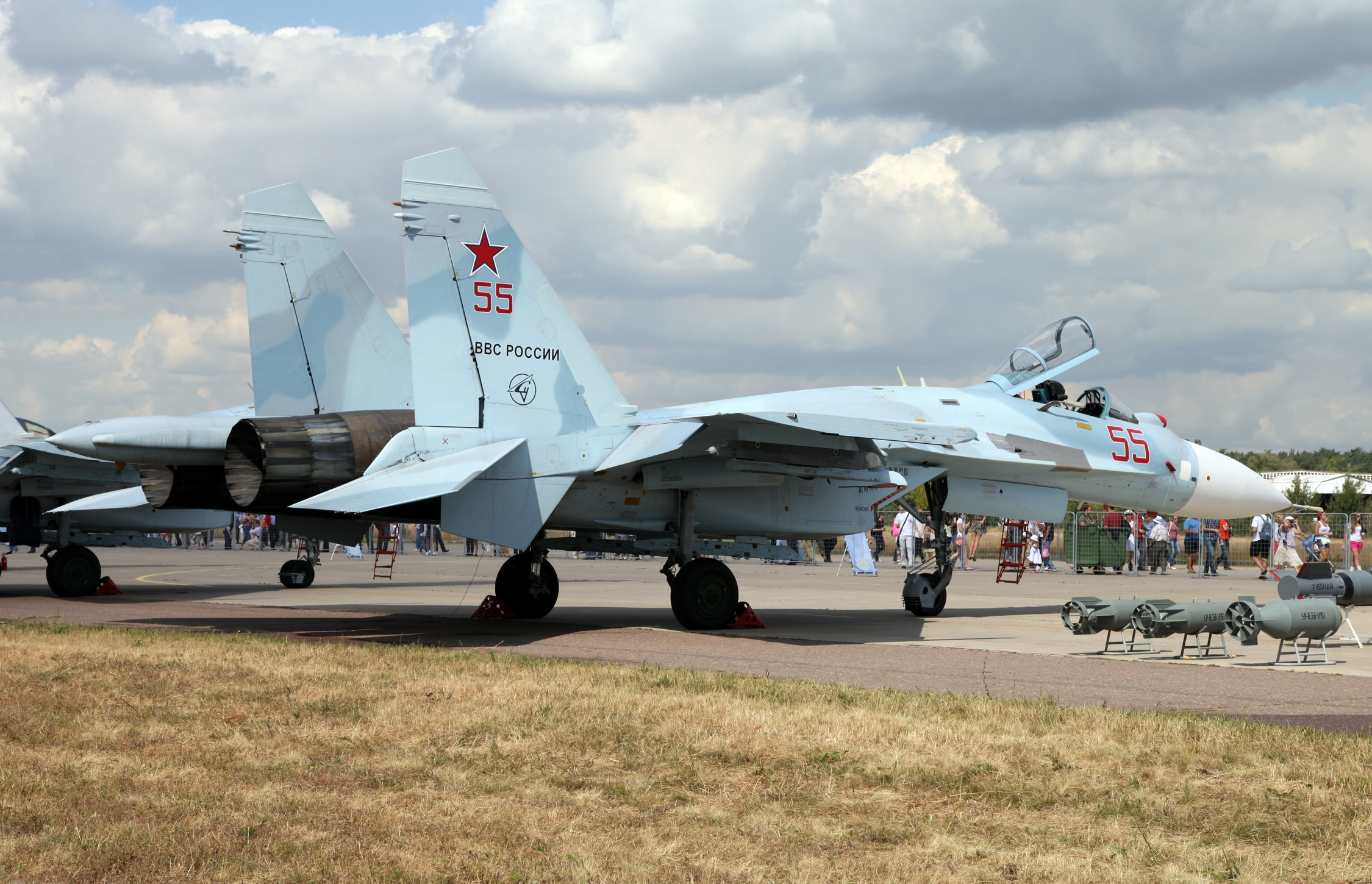
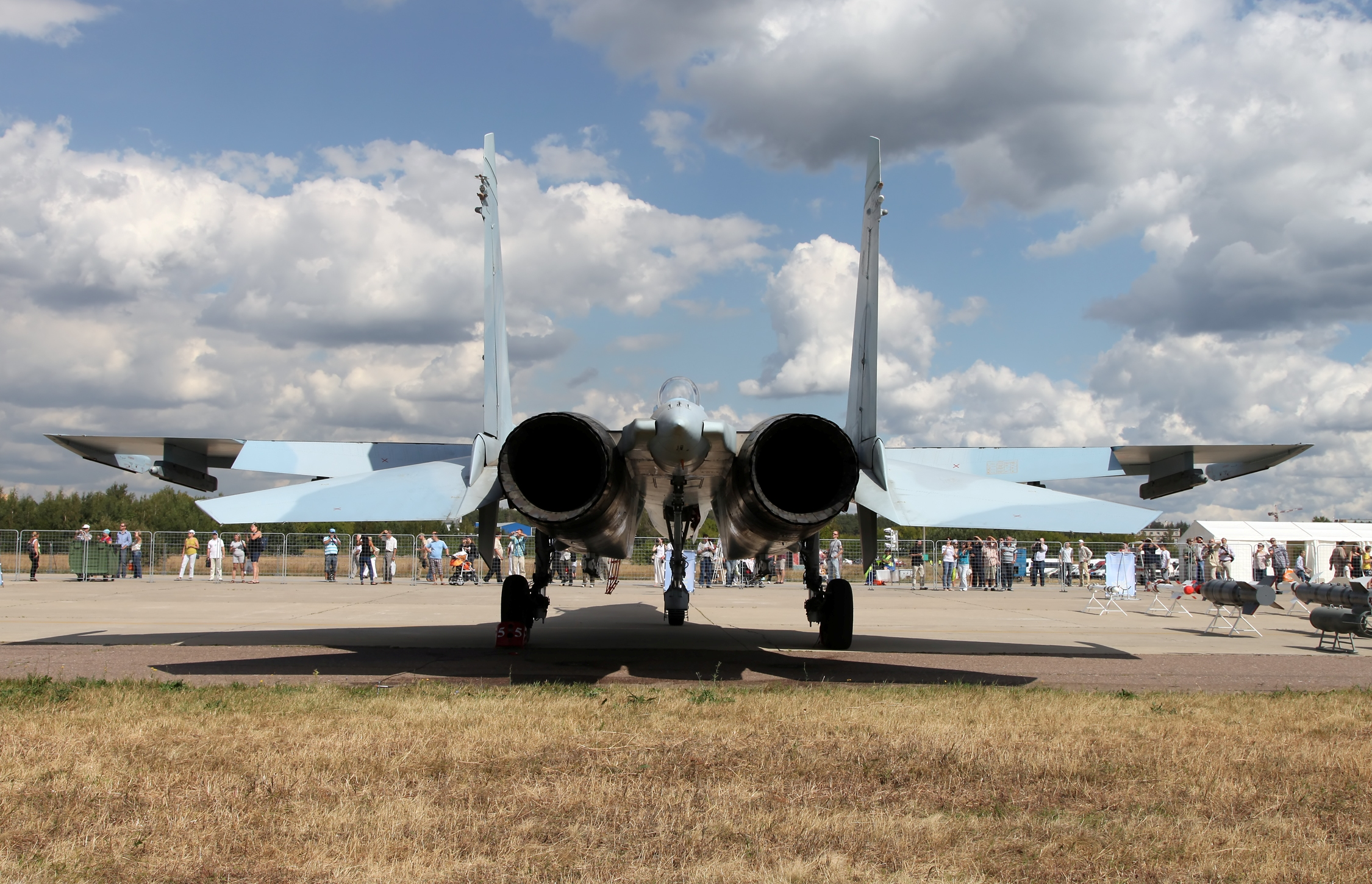
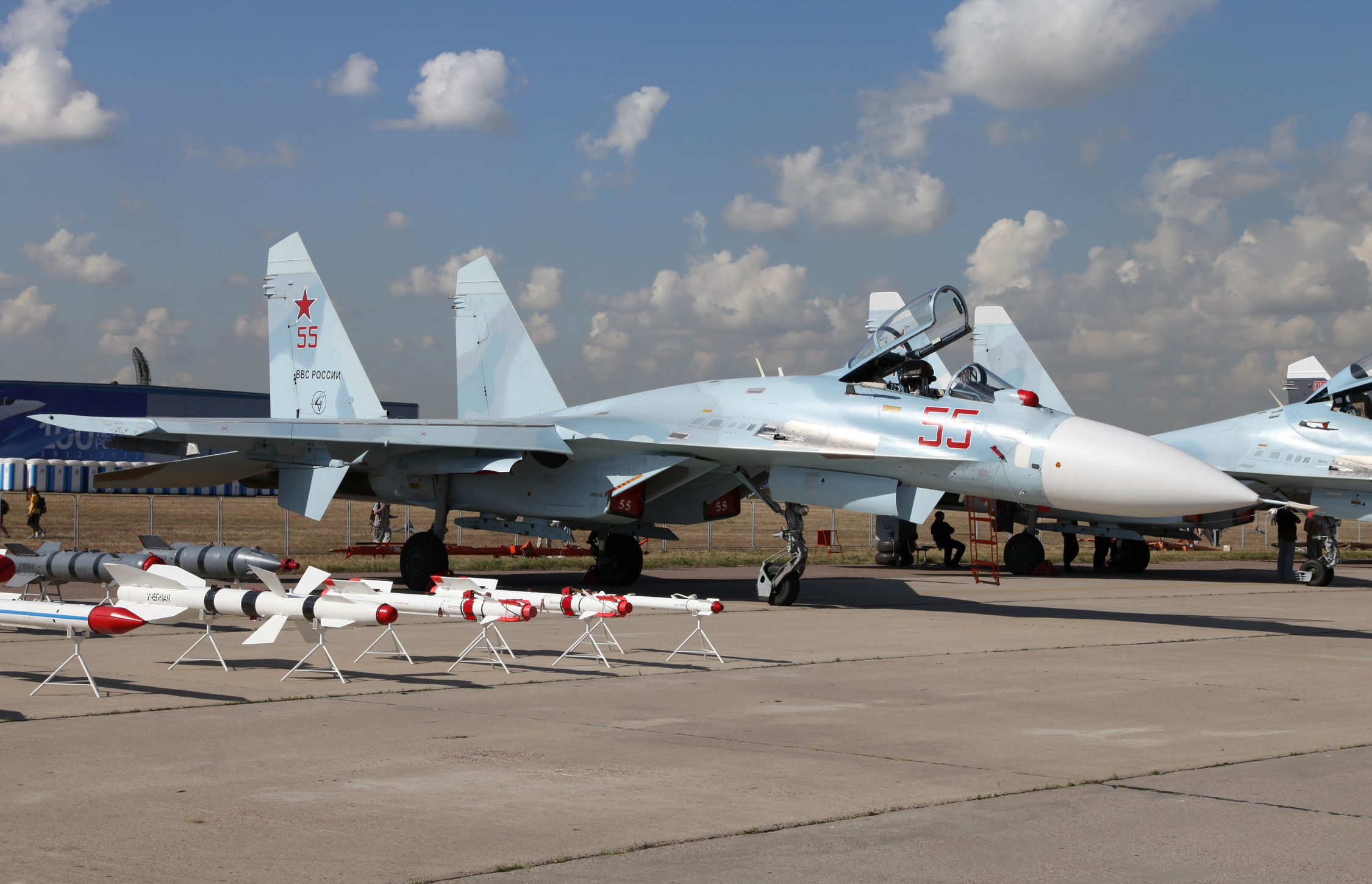
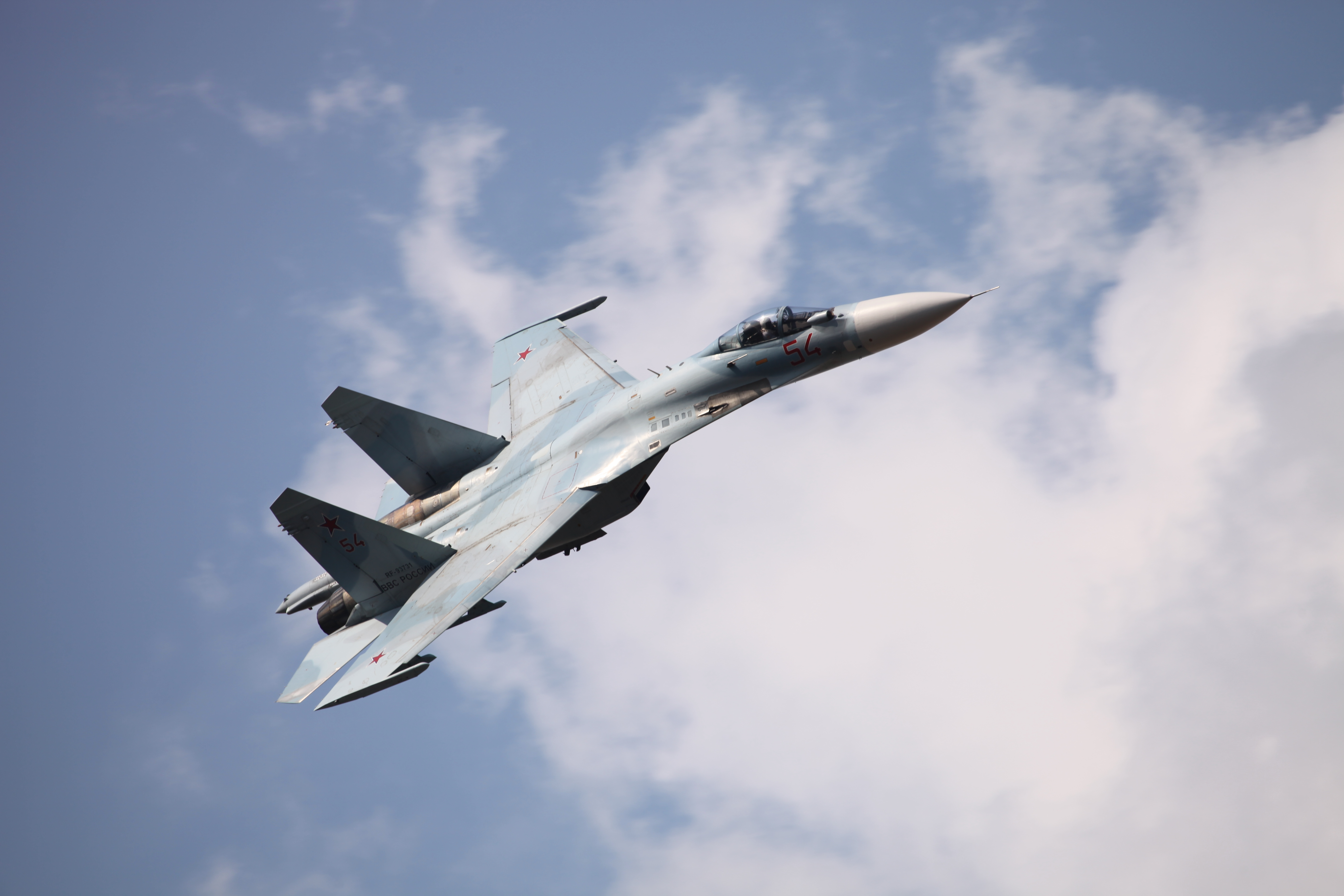
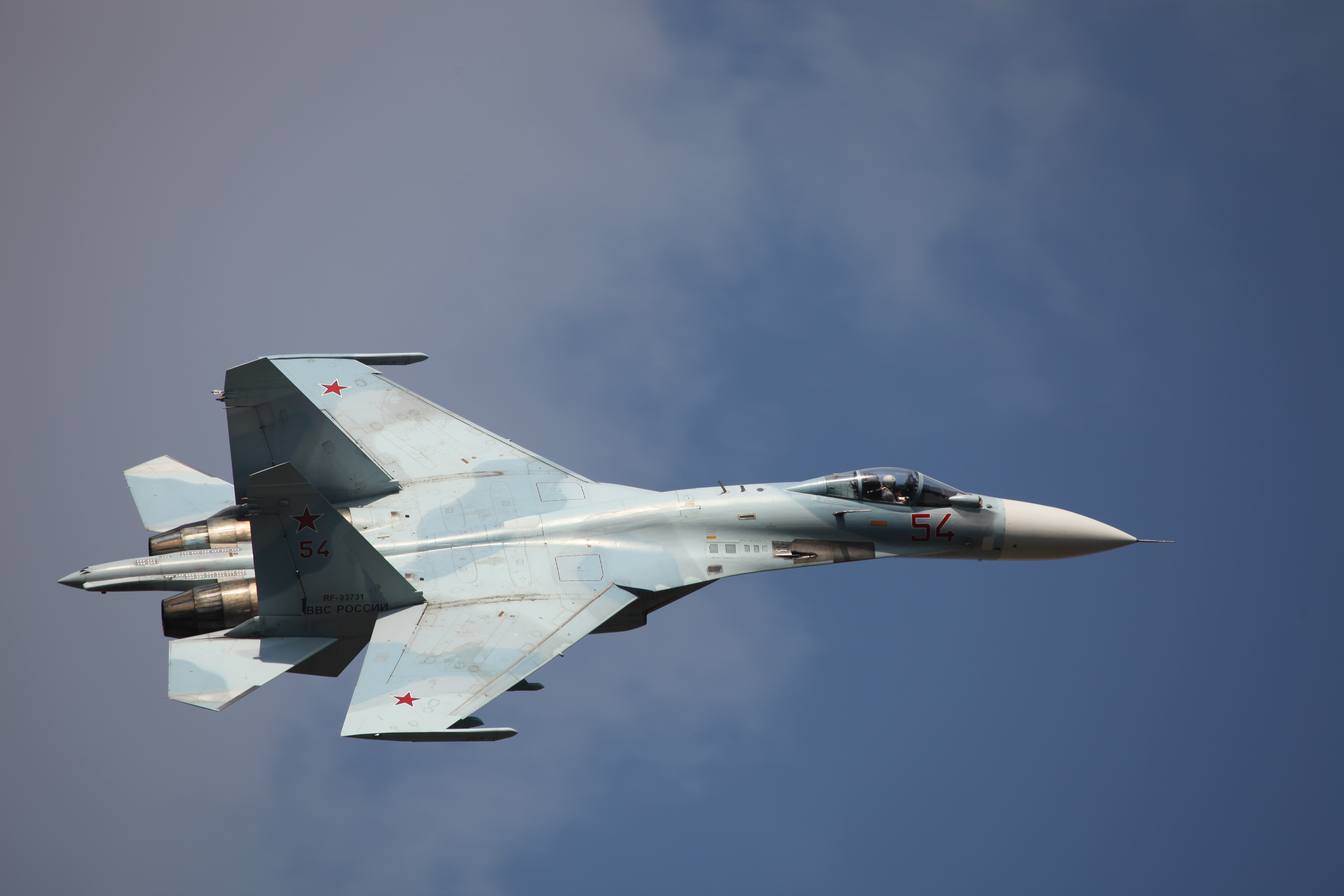

Су-27 на авиабазе Хотилово
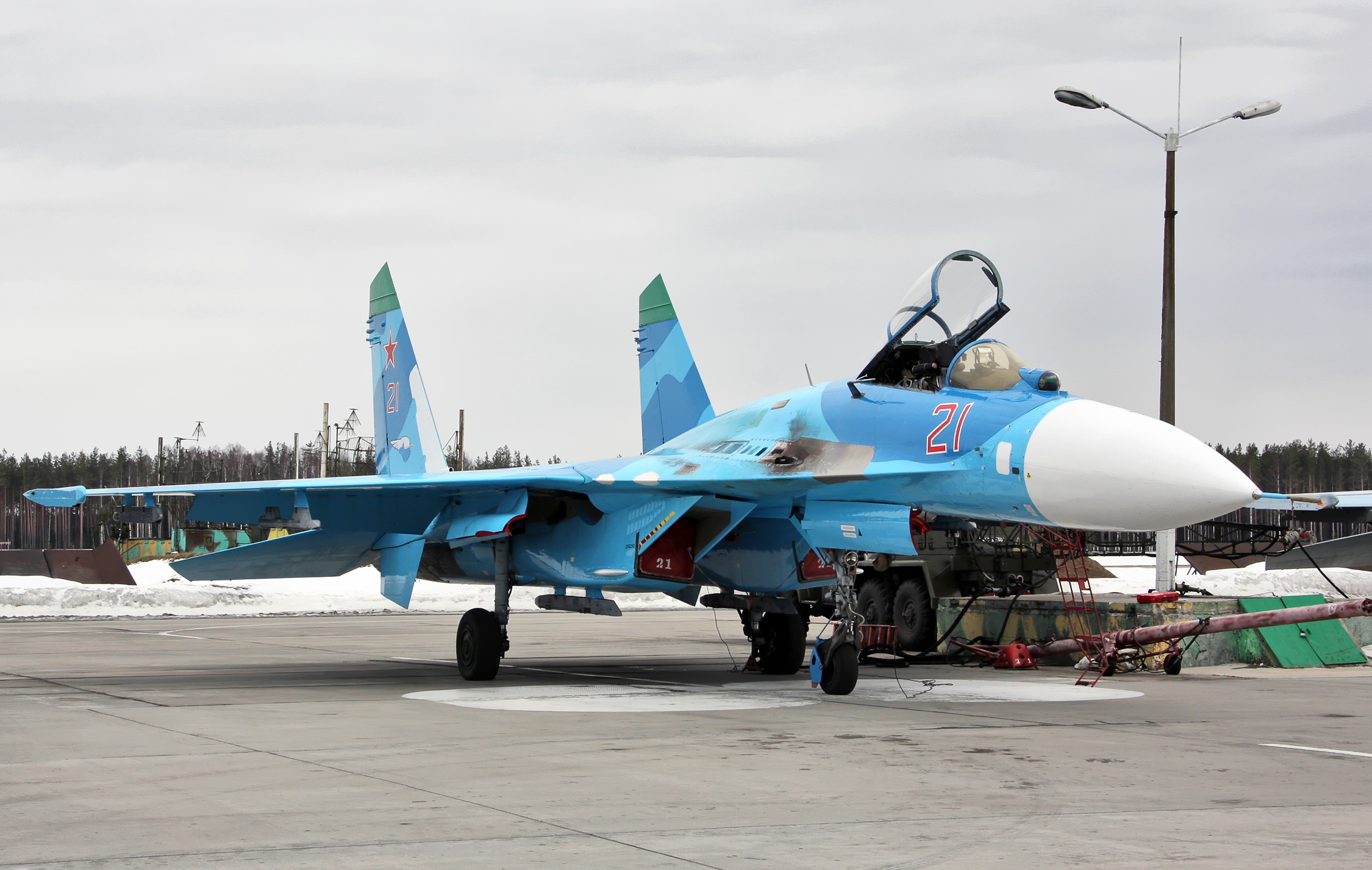
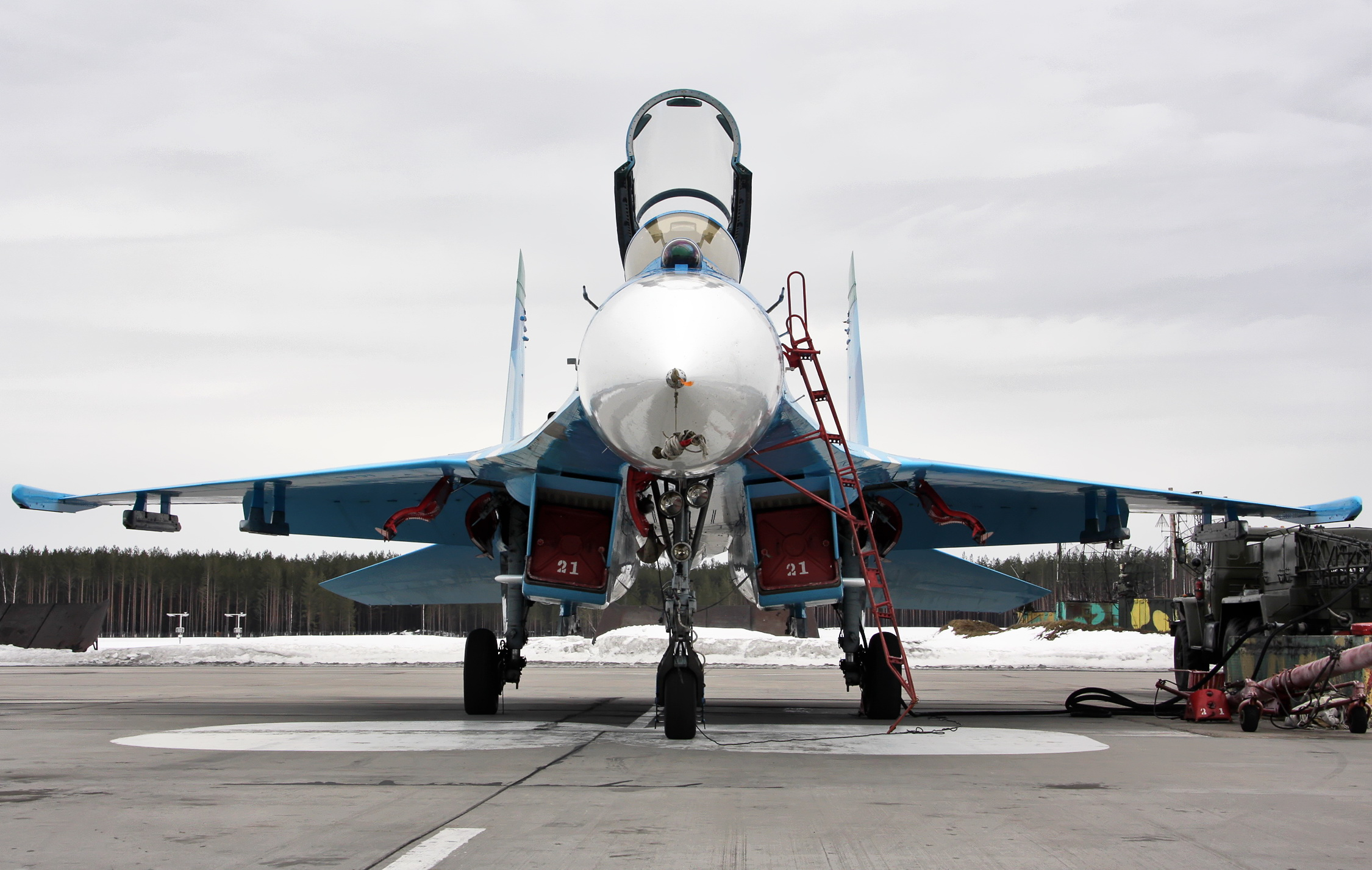
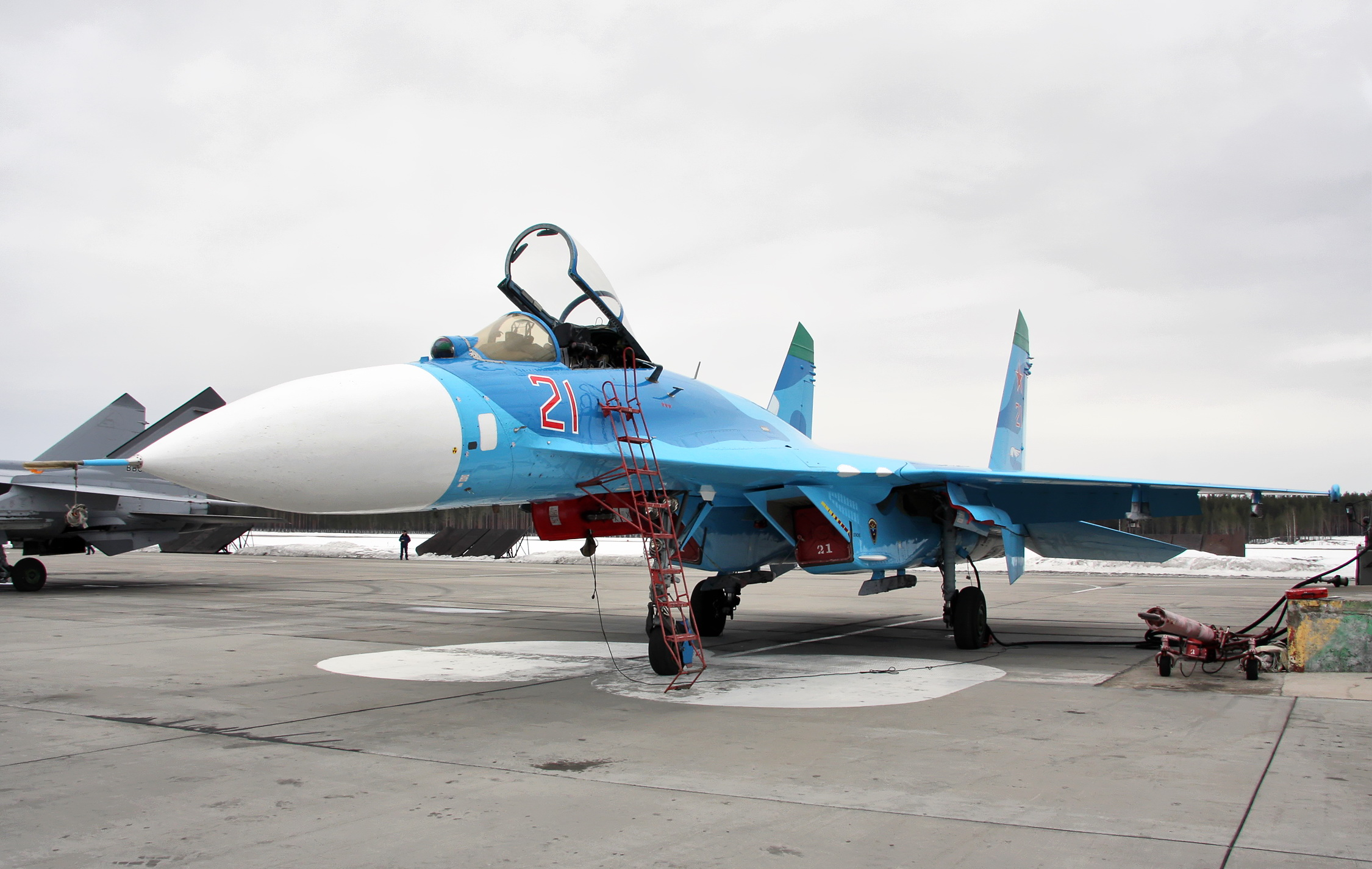
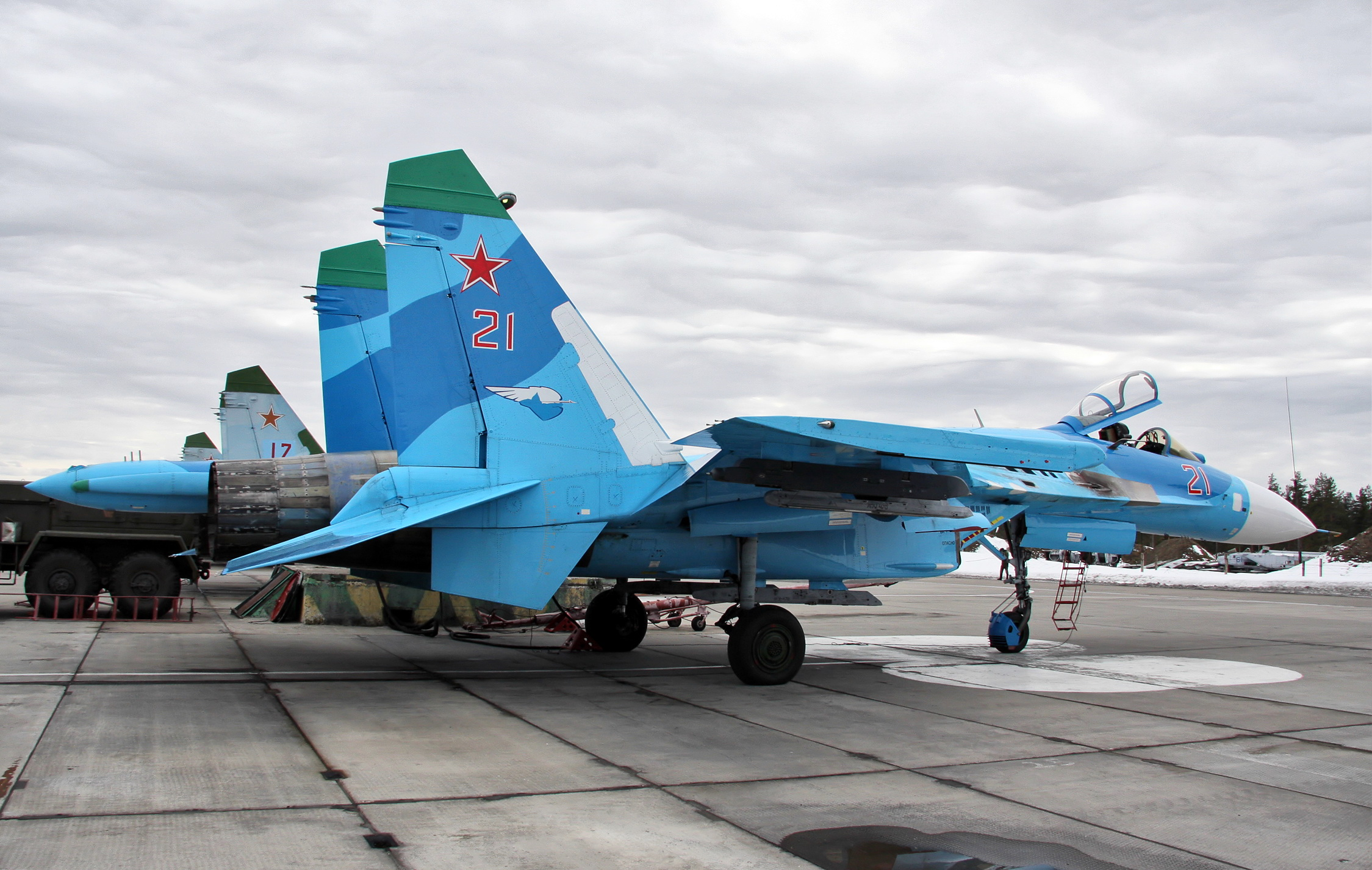
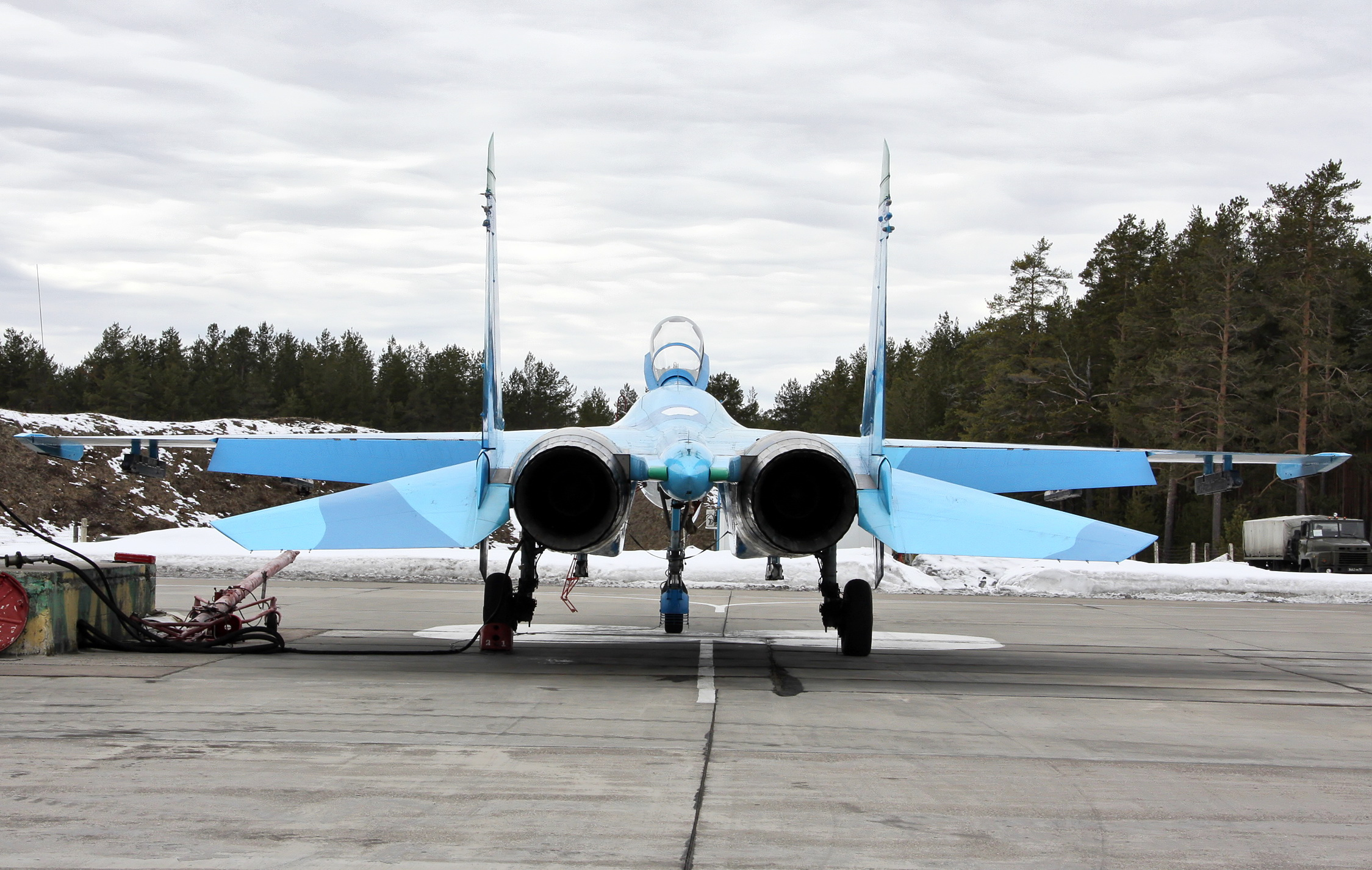

## Авиасимуляторы
Истребителю Су-27 посвящена дилогия авиасимулятора Су-27 Фланкер, а также модуль Су-27 для Digital Combat Simulator от российской компании Eagle Dynamics. Также Су-27 появился в War Thunder в обновлении «Превосходство в воздухе».